# Norton Dominator-serie
De Norton Dominator-serie is een serie motorfietsen die het Britse merk Norton produceerde van 1949 tot 1970.
Het waren 500-, 600- en 650cc-paralleltwins die in eerste instantie werden ontwikkeld om te concurreren met de Triumph Speed Twin.

## Voorgeschiedenis
Tot in de jaren dertig produceerden de Britse fabrikanten vooral eencilinders en zware V-twins. Die laatsten waren bijna altijd zijkleppers die als zijspantrekker waren bedoeld. In die tijd werkten de constructeurs Edward Turner en Bert Hopwood voor het merk Ariel. Toen eigenaar Jack Sangster in 1936 de motorfietsproductie van Triumph overnam, begonnen Turner en Hopwood aan de ontwikkeling van de Triumph Speed Twin, een 500cc-paralleltwin. Die kwam in 1937 op de markt en was meteen succesvol. Hoewel hij als toermotorfiets bedoeld was, was hij sneller dan de meeste sportmotoren. Door de Tweede Wereldoorlog werd de productie opgeschort, maar in 1947 werd ze weer voortgezet. In dat jaar aanvaardde Hopwood de functie van hoofdontwerper bij Norton. Dat merk dreef toen volledig op sport- en racemodellen, die door Joe Craig ontwikkeld werden en waar alleen verlies mee werd gemaakt. Norton overleefde omdat het eigendom was van R.T. Shelley, een bedrijf dat boordgereedschappen en kriks voor de automobielindustrie leverde. Norton had dringend behoefte aan een model dat geld in het laatje zou brengen en Hopwood kreeg de opdracht het te bouwen.

## 1949-1955: Norton Dominator Model 7 (Norton Seven)
Met zijn nieuwe paralleltwin maakte Hopwood gebruik van zijn kennis van de Speed Twin. Het koelingsprobleem van de Triumph loste hij op door de uitlaatpoorten verder uit elkaar te plaatsen zodat de rijwind de cilinderkop makkelijker kon bereiken, maar de driedelige krukas, die hij wilde vervangen door een exemplaar uit een stuk, ging niet door omdat de verouderde machines van Norton deze niet konden produceren. Ook verving hij de aparte nokkenassen (bij Triumph voor en achter het cilinderblok) door een enkele nokkenas aan de voorkant. Hij merkte ook dat bij Norton veel minder mogelijk was dan bij Triumph. Zo moest hij zijn nieuwe motor in het frame van een Norton ES2 bouwen, wat niet echt besparend was, want dit frame werd met de hand gemaakt en was dus duur. Het maakte het echter wel mogelijk om de nieuwe machine als zijspantrekker in te zetten. In november 1948 werd de machine als Norton Dominator Model 7 gepresenteerd op de Earls Court Show, maar de productie kwam pas halverwege 1949 op gang.

### Motor
De motor was een gietijzeren dwarsgeplaatste, luchtgekoelde paralleltwin met een verticaal gedeeld carter waarin het vliegwiel centraal lag. Het cilinderblok was uit een stuk gegoten. De boring bedroeg 66 mm, de slag 72,6 mm en de cilinderinhoud 496,8 cc. De nokkenas en de stoterstangen zaten voor het cilinderblok, zodanig dat de koellucht er makkelijk tussendoor kon. Doordat de uitlaatpoorten vanwege de koeling onder een hoek van 50º van elkaar stonden, moesten de uitlaattuimelaars in een V-vorm staan. Daarom hadden ze elk een eigen dekseltje voor het stellen van de kleppen, terwijl de inlaattuimelaars een gezamenlijk klepje hadden. Door deze constructie waren de zuigers niet uitwisselbaar omdat de uitsparingen voor de kleppen asymetrisch zaten. De nokkenas aan de voorkant en de ontstekingsmagneet aan de achterkant van het cilinderblok werden door korte kettinkjes aangedreven vanaf de krukas, maar met een tussentandwiel dat de draaisnelheid halveerde. De dynamo zat aan de voorkant van het blok, aangedreven door een kunststof tandwiel vanaf de nokkenas. De smering geschiedde door een dry-sumpsysteem waarbij de olietank rechts onder het zweefzadel zat. De dubbele tandwielpomp dateerde nog uit 1930. Ze werd door een tandwiel en een wormwielaandrijving vanaf de krukas aangedreven. De big-endlagers werden onder hoge druk gesmeerd. De veerbelaste drukschakelaar zat in het distributiedeksel en ook de drukmeter, die in verbinding stond met de oliedrukmeter op de voorkant van de benzinetank. De ontsteking werd verzorgd door een Lucas-magneet (klanten konden ook kiezen voor een BTH-magneet) en de brandstoftoevoer door een enkele Amal-carburateur. De compressieverhouding bedroeg 7,6:1 en motor leverde 29 pk bij 6.000 tpm. Dat was heel acceptabel en vergelijkbaar met cocurrent Triumph Speed Twin 5T.

### Transmissie
De primaire aandrijving geschiedde door een links van het blok geplaatste ketting met een kleine transmissiedemper op het voortandwiel. De ketting dreef de meervoudige natte plaatkoppeling en vervolgens de voetgeschakelde vierversnellingsbak aan. Hoewel die als "nieuw" werd bestempeld, dateerde hij uit 1934, maar het schakelmechanisme was nu horizontaal (aan de voorkant) geplaatst waardoor er ruimte ontstond voor de diepe olietank. Het achterwiel werd door een ketting aangedreven.

### Rijwielgedeelte
De Norton ES2, waar het frame van afstamde, had een semi-dubbel wiegframe met alleen dubbele buizen aan de onderkant van motorblok/versnellingsbak. Het was afgeleid van het garden gate frame van de Manx-racers. Voor was al de nieuwe Norton Roadholder-telescoopvork toegepast, maar aan de achterkant had de machine plunjervering. Dat was altijd nog beter dan de door Edward Turner bedachte Triumph sprung hub, maar het comfort werd toch vooral verzorgd door het Lycett-zweefzadel omdat de veerwerking achter nog niet comfortabel genoeg was. Voor en achter zaten 7 inch-halve naaf-trommelremmen.

### Pers en publiek
De eerste exemplaren waren gespoten in typische Norton-kleuren, met veel zwart maar een verchroomde tank met zwarte en rode biesjes. Kleuren die Norton-adepten wel aanspraken, maar andere klanten minder. Bovendien was de Norton met 215 pond 10% duurder dan de Triumph en de andere concurrentie zat ook niet stil. Associated Motor Cycles bracht het AJS Model 20 en de Matchless G9 uit. BSA kwam met de BSA A7 op de markt, zelfs eerder dan het Norton Dominator Model 7.

### Ontwikkelingen
In 1951 kreeg de Dominator Model 7 een sterkere voorrem en in 1952 volgde een swingarm-achtervering met twee veer/dempingselementen. Vanaf dat moment kon men ook kiezen voor een (ongeveerd) duozadel. Hoewel het Model 88 met het nieuwe featherbed frame al op de markt was, moest het Model 7 zich behelpen met een aangepast garden gate frame met een nieuw achterframe dat met gesoldeerde moffen aangebracht en moeilijk te fabriceren was. Het kastje voor het boordgereedschap verhuisde hierdoor van rechts naar links, de oliedrukmeter in de tank verdween en de machine kreeg nieuwe "Schol"-uitlaatdempers. Het Model 7 stond van nu af in de schaduw van het nieuwe Model 88, maar het bleef in productie. Norton bestempelde het van nu af aan als een geschikte zijspantrekker als vervanger van de Norton Big Four met zijn 14pk-zijklepmotor. Ze had immers nog de koppelingen van de Norton ES2, waar een zijspan mee gemonteerd kon worden. In 1954 kreeg ze opnieuw een nieuwe (8 inch) voorrem en in 1955 een aluminium-cilinderkop en een Amal-Monobloc-carburateur. In 1955 eindigde de productie. De taak van zijspantrekker werd overgenomen door het 600cc-Model 77.

### 1950-1952: Norton Dominator Model 77 500cc

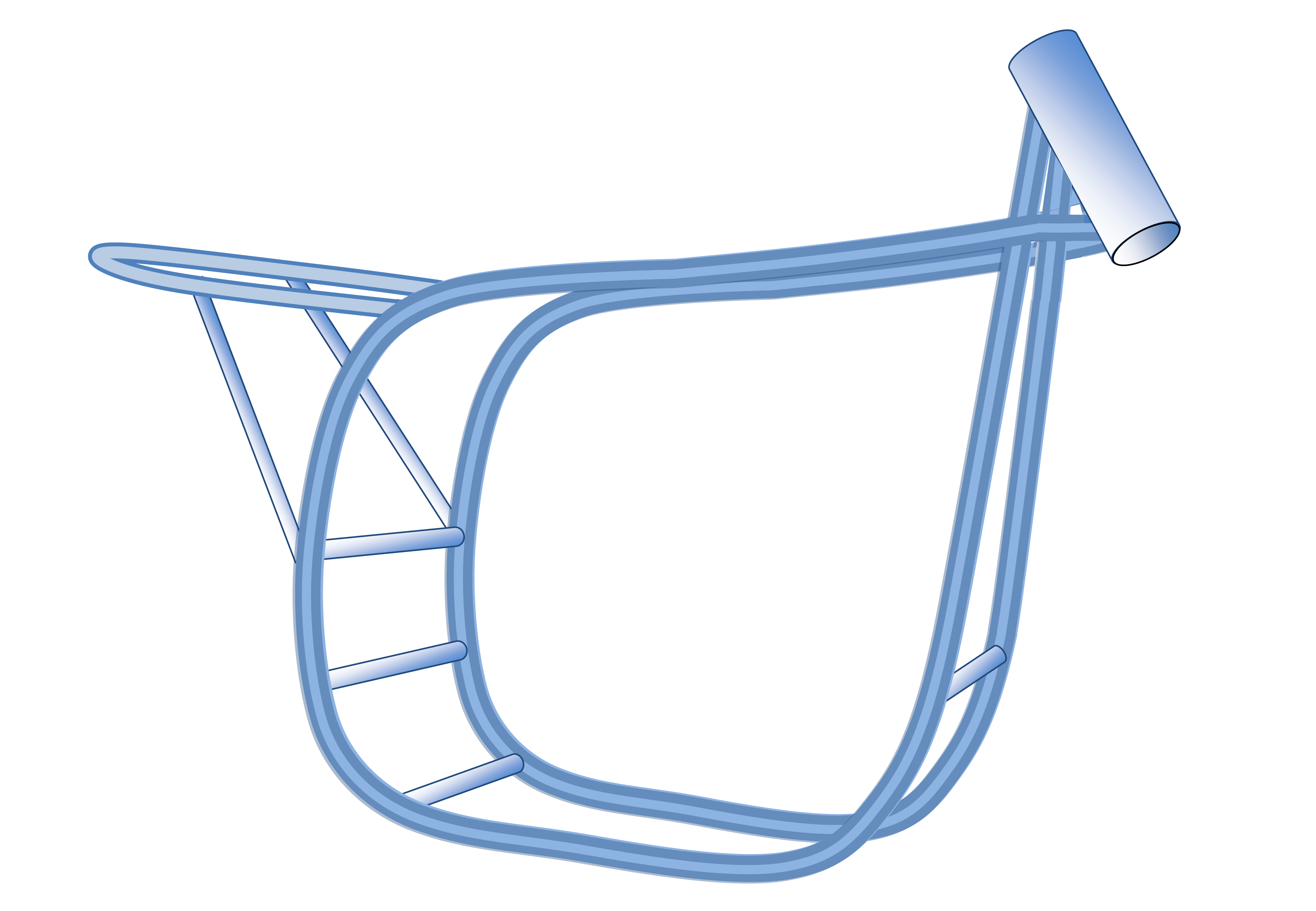
Featherbed frame

In augustus 1950 presenteerde de Australische dealer Andersons Agencies op een motorshow in Brisbane een versie van de Dominator Model 7 zonder achtervering. In die tijd hadden coureurs (terecht) geen vertrouwen in de nog slecht werkende ongedempte plunjervering en racete men liever met ongeveerd achterframe. De machine werd in Australië aangeboden als Norton Model 77, Norton Model 77 Sport Twin, Norton Dominator Rigid en Norton Dominator Rigid Sport. In 1952 werd de productie gestaakt. Er waren tussen april 1950 en februari 1952 237 exemplaren naar Australië verscheept.

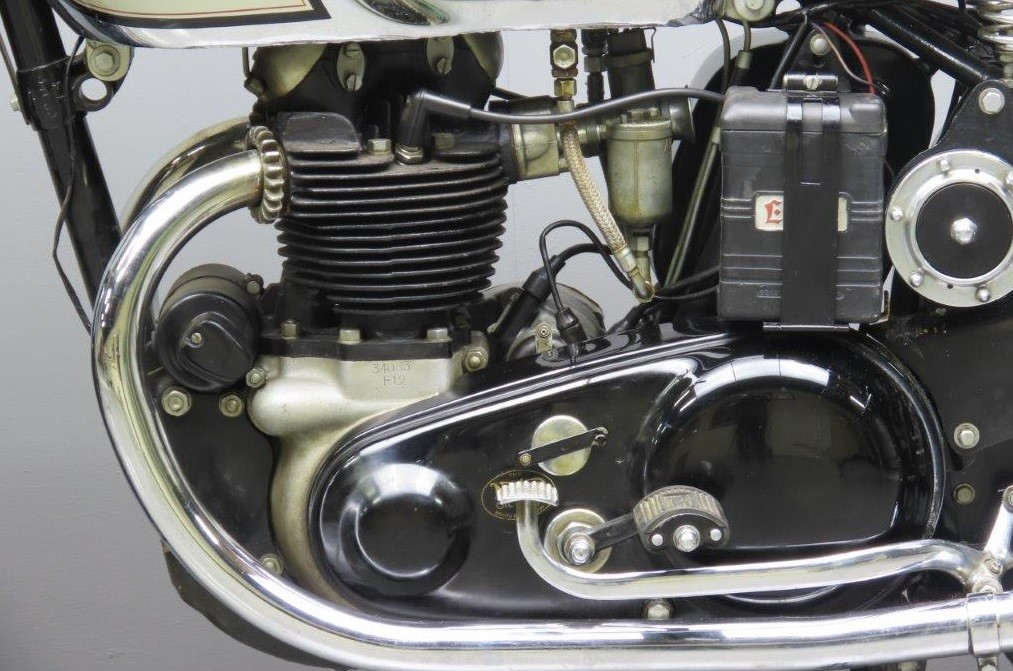
Dominator Model 7-blok uit 1949, nog met de gelijkstroomdynamo voor- en de ontstekingsmagneet achter de cilinders.
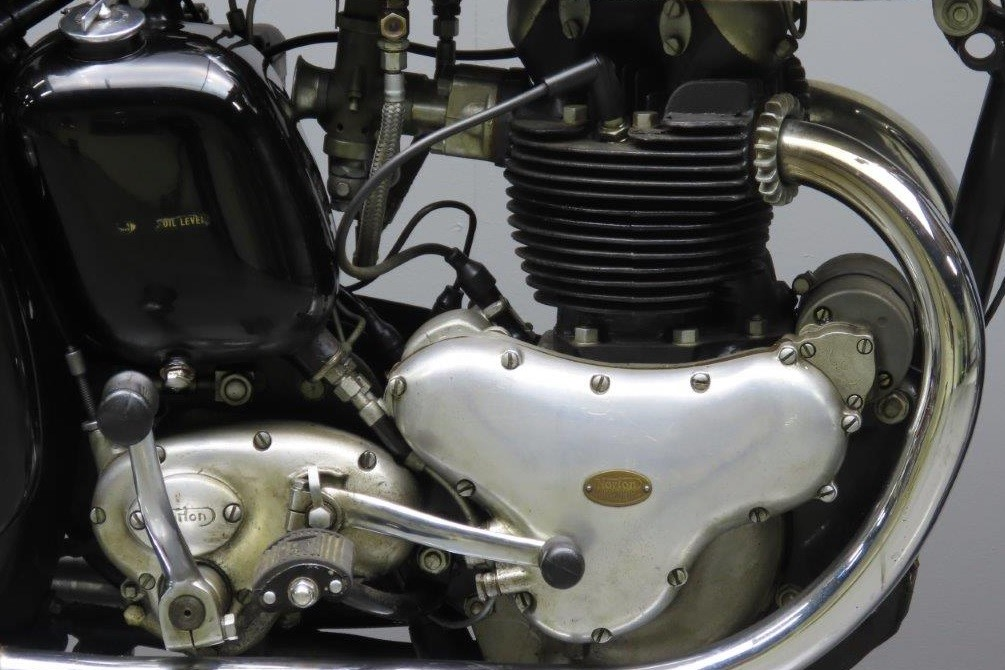
Rechterkant van de motor uit 1949 met rechts de aandrijving van de dynamo en de nokkenas, links van de ontstekingsmagneet. Verder de schakelpook en de kickstarter. Het schakelmechanisme zit aan de voorkant, in tegenstelling tot oudere modellen, waarbij het boven de versnellingsbak zat.
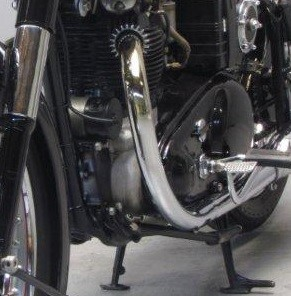
Bert Hopwood zette de uitlaatpoorten 50º uit elkaar om de koeling te verbeteren.
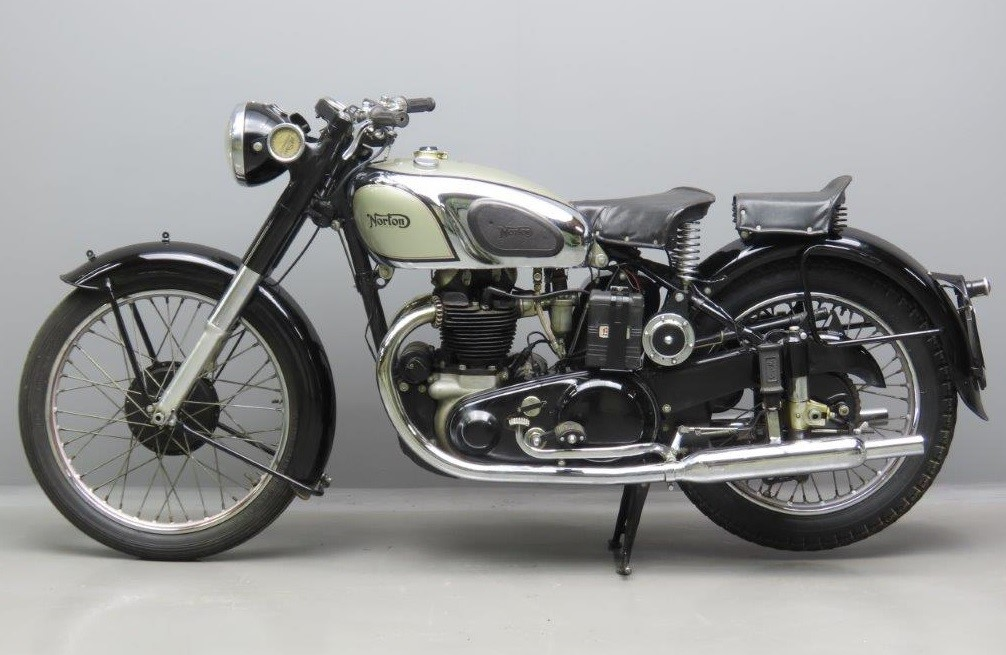
Dominator Model 7 uit 1949

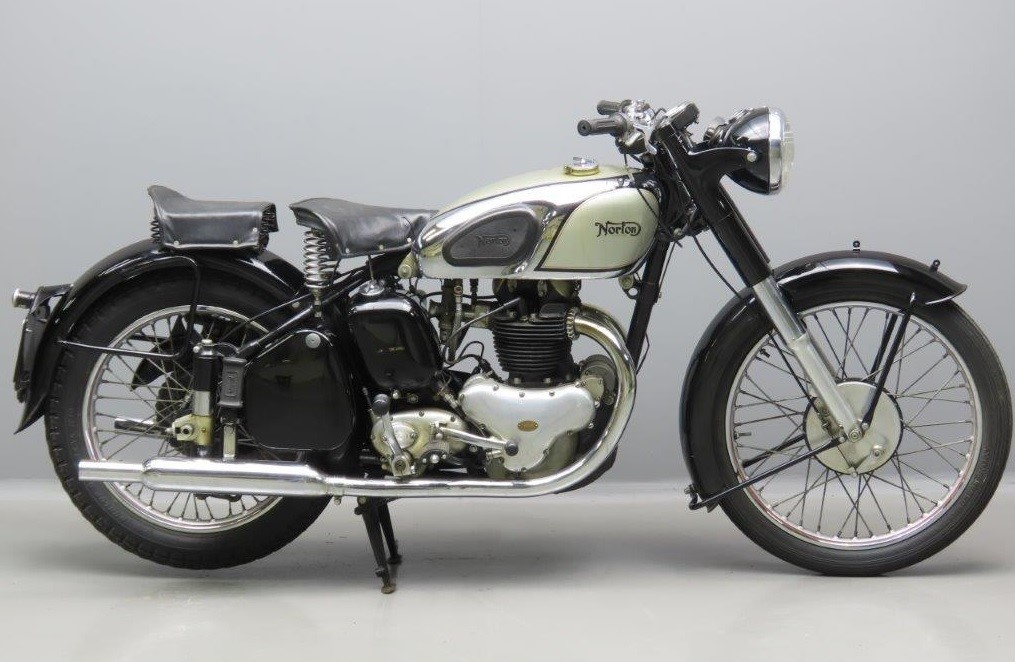
Dominator Model 7 uit 1949, nog met plunjervering en het gereedschapskastje nog rechts.
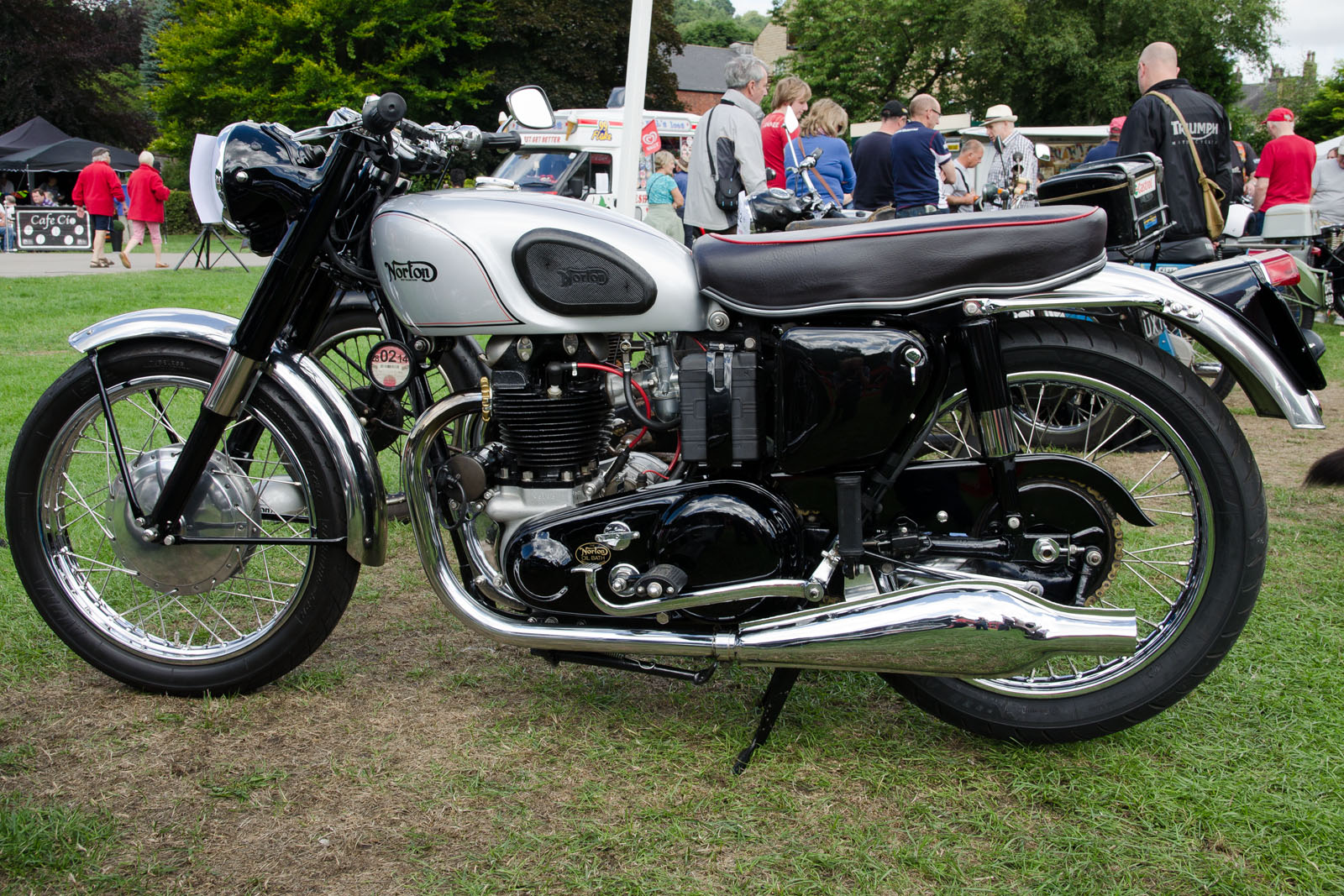
Dominator Model 7 uit 1954 met swingarm-achtervering, duozadel, "Schol"-uitlaatdempers en het gereedschapskastje links.
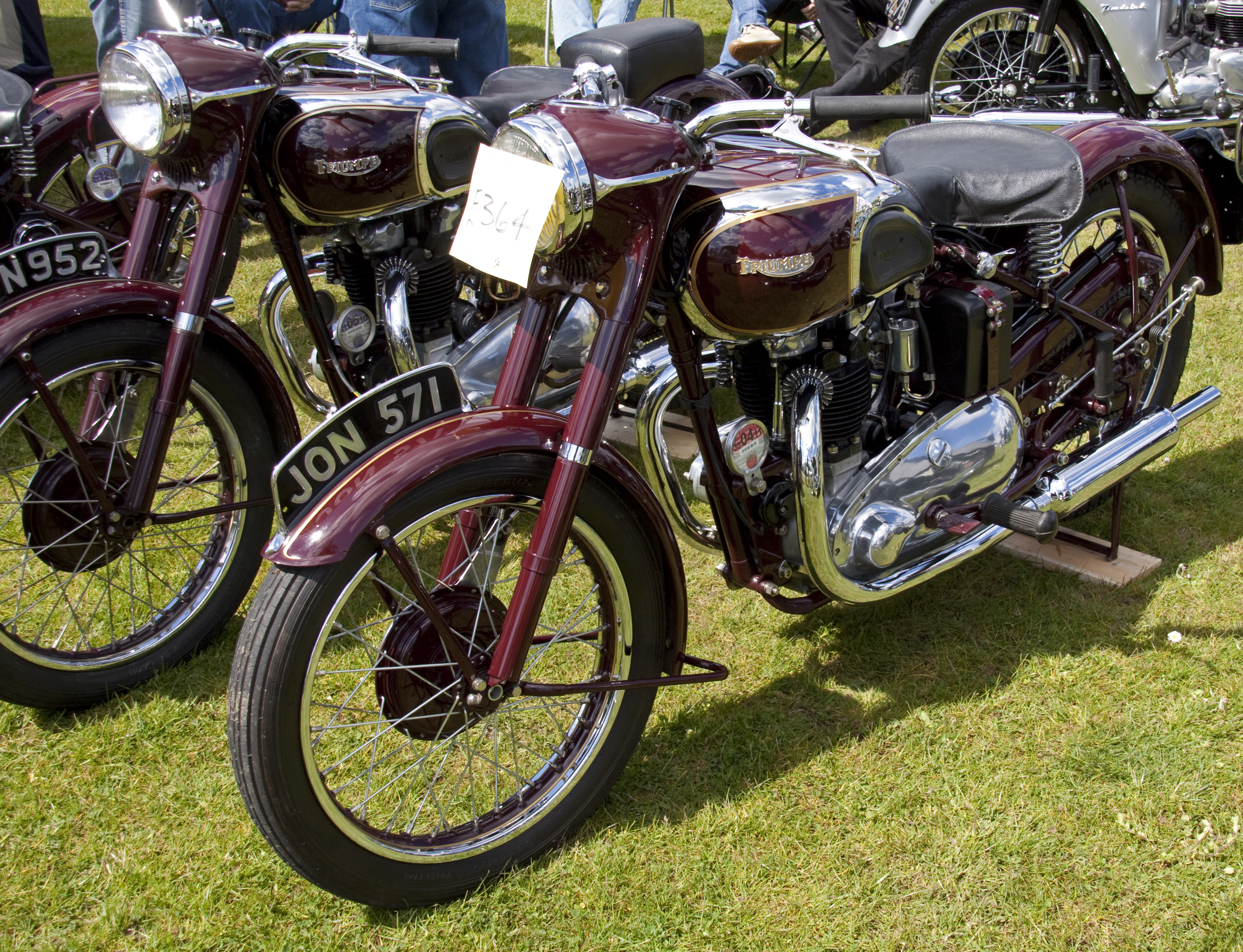
Concurrent Triumph Speed Twin uit 1949. De kleuren spraken klanten meer aan dan die van de Norton en de machine was 10% goedkoper.
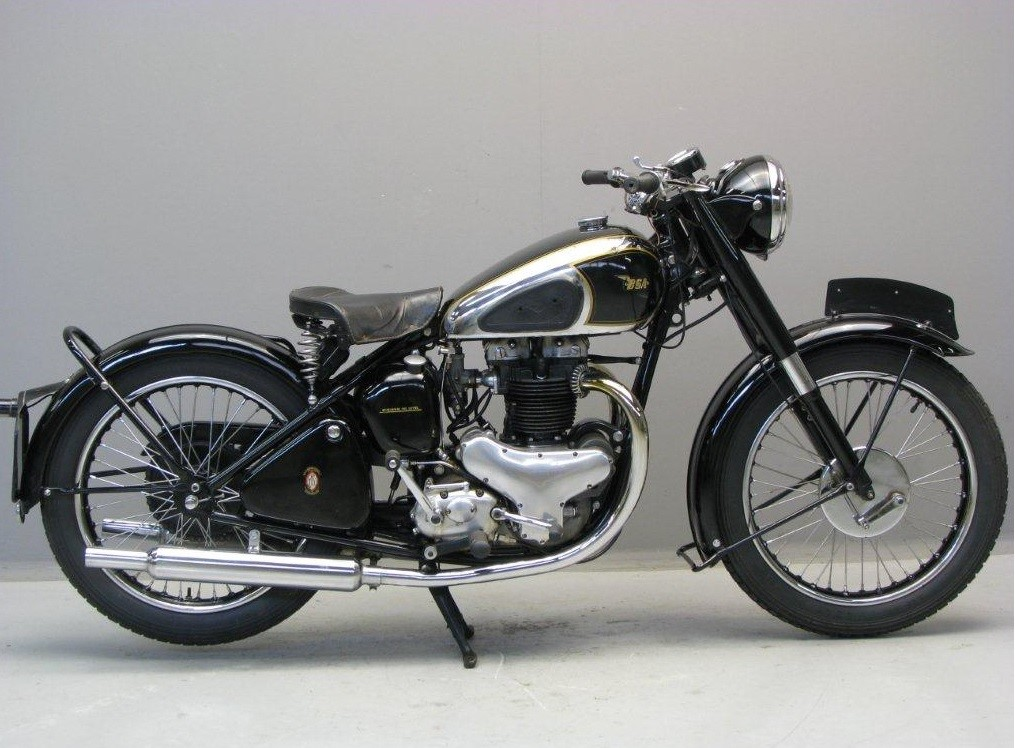
BSA A7 uit 1948

## 1952-1966: Norton Dominator Model 88
Norton rustte de meeste van haar modellen nog uit met het semi-dubbel wiegframe van de Norton ES2, dat was afgeleid van het oude garden gate frame. In 1949 had Rex McCandless een veel beter dubbel wiegframe ontworpen, dat werd toegepast op de Manx-racers en dat van coureur Harold Daniell de bijnaam "Featherbed" kreeg.

### 1952-1955: Norton Dominator Model 88 De Luxe
Met dat frame werd het Dominator Model 88 De Luxe uitgerust. De toevoeging "De Luxe" moest het model onderscheiden van het Dominator Model 7. Het frame was wel aangepast, de dure Reynolds 531-buis was vervangen door zachtstalen pijp met een grotere wanddikte. Het maakte ook het gebruik van een betere, U-vormige swingarm mogelijk. Die scharnierde in silent blocks. Het achterframe was van dunnere buis gemaakt (het hoefde alleen de rijder en passagier te dragen). Het Dominator Model 88 De Luxe kwam in 1952 op de markt, maar de eerste serie was bestemd voor de export. De motor en de hele transmissie stamden rechtstreeks van het Model 7 en de eerste serie had nog diepe spatborden, die al snel verdwenen. De olietank bevatte 4 liter olie, de Roadholder fork was enigszins ingekort en boven op de vorkpoten zat een trapeziumvormig dashboard met ampèremeter, Smith's snelheidsmeter en verlichtingsknop. Toen de machine in 1954 op de Britse thuismarkt te koop werd (het Model 7 was gewoon doorgeproduceerd) was ze al flink gemoderniseerd, met smallere spatborden en een nieuw kleurenschema. Het instrumentenpaneel zat nu op de koplamp. En net als het Model 7 had het Model 88 De Luxe een 200 mm (8 inch) voorrem gekregen. Het kostte toen 259 pond. In 1955 volgde een aluminium cilinderkop en een Amal Monobloc-carburateur.

### 1956-1958: Norton Model 88
De naam van het Dominator Model 88 De Luxe veranderde in 1956 in Norton Model 88. Toen kreeg de motor een "hetere" "Daytona-nokkenas" en werd de compressieverhouding verhoogd naar 7,8:1. Er kwam nu ook een versnellingsbak van AMC. In 1957 kreeg de cilinderkop extra koelribben en er kwamen sigaarvormige uitlaten die voor meer grondspeling zorgden. In 1957 kreeg de machine extra koelvinnen op de cilinderkop en sigaarvormige uitlaatdempers, die voor meer grondspeling zorgden. De instrumenten, die aanvankelijk in een trapeziumvormig dashboard zaten, werden nu op de koplamp gemonteerd. Toen het 600cc-Model 77 in 1958 uit productie ging, konden zijspanrijders zonder meerprijs een aangepaste Dominator Model 88 kopen, met andere kroonplaten, sterkere veren voor en achter, een stuurdemper en zelfs aangepaste gearing. Bovendien werd de magneetontsteking vervangen door een accu / bobineontsteking en werd de gelijkstroomdynamo vervangen door een 6 volt wisselstroomdynamo.

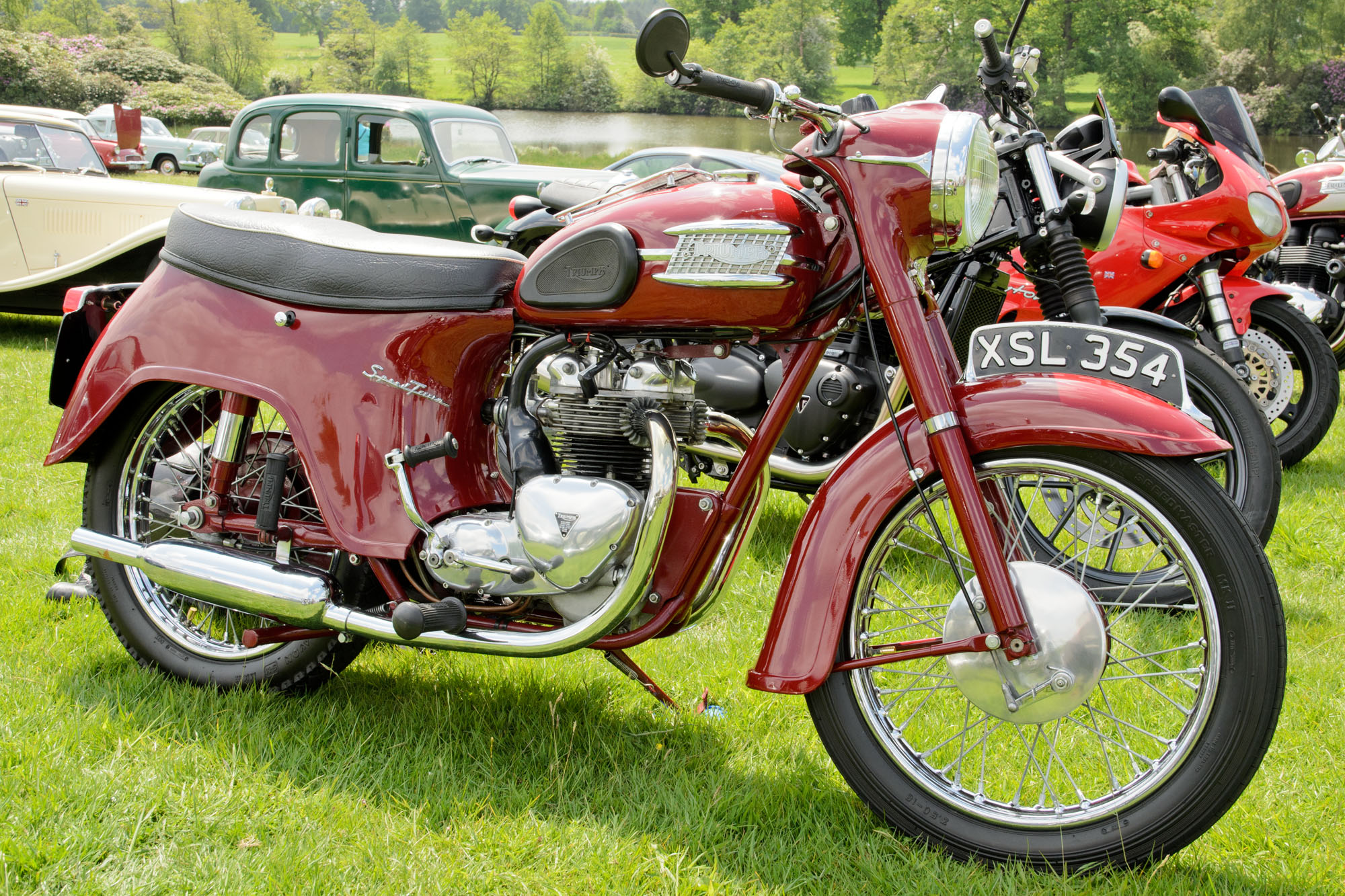
Het omhulsel van de Dominator 88/99 De Luxe leek veel op de"bathtub" van deze Triumph Speed Twin 5TA

### 1959: Norton Dominator 88
In 1959 veranderde de modelnaam in Norton 88 Dominator. Nadat de Norton Nomad enduro met sterkere motor op de markt was gekomen, kreeg ook de Dominator 88 2 Amal Monobloc-carburateurs en de compressieverhouding werd flink verhoogd naar 9:1 (als de klant dat wilde).

### 1960-1963: Norton Dominator Model 88 Standard
In 1960 werd het featherbed frame vervangen door de smallere slimline-versie. Dit was ter hoogte van de knieën smaller, waardoor de voorkant van het duozadel en de achterkant van de tank ook smaller werden. Daardoor konden kleinere rijders makkelijker hun voeten aan de grond krijgen. De Dominator 88 werd omgedoopt tot Dominator Model 88 Standard omdat er nog twee andere versies verschenen. Met deze modellen keerden ook de "diepe" spatborden van de eerste Dominators weer terug. De productie van het Standard-model eindigde in 1963.

### 1960-1962: Norton Dominator 88 De Luxe
De naam Dominator 88 De Luxe werd in 1960 geherintroduceerd, maar nu betrof het dan ook een flink aangepast model, met een groot omhulsel van plaatstaal rond het achterwiel. Het leek veel op de in 1959 verschenen Triumph Speed Twin 5TA. Het was - in elk geval bij de Triumph - geen succes. De Amerikaanse importeurs moesten het omhulsel verwijderen om de Triumph's te kunnen verkopen. Ook de Dominator 88 De Luxe bleef niet lang: de productie stopte in 1962.

### 1961-1966: Norton Dominator Model 88 SS
Het Dominator Model 88 SS (Special Sports) verscheen in 1961. Terwijl de andere modellen slechts 29 pk leverden, kreeg deze machine de opgevoerde motor van de Nomad 500, met een hogere compressieverhouding en twee Amal Monobloc-carburateurs, een sportievere nokkenas, grotere inlaatkleppen en gepolijste inlaatkanalen. Daarmee leverde het 36 pk en kon het concurreren met de Triumph Tiger 100 A en de BSA A7SS Shooting Star. Dit model was het meest succesvol en tot het einde van de productie het enige 500cc-sportmodel in het programma van AMC, dat zich met het AJS Model 31 en de Matchless G12 al op de 650cc-markt had begeven. De productie van het Dominator Model 88 SS eindigde pas in 1966, toen AMC opging in Norton-Villiers.

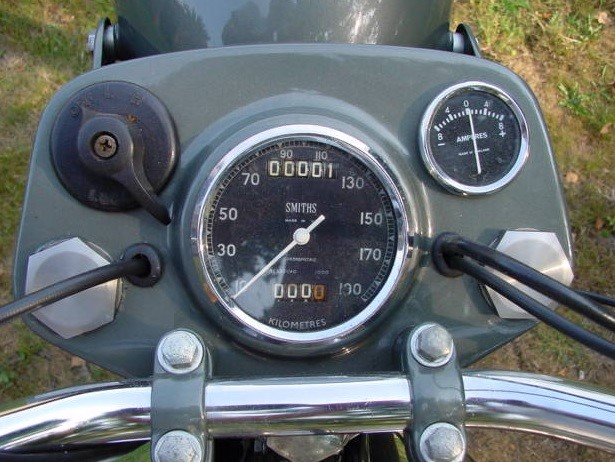
De eerste serie van het Norton Dominator Model 88 De Luxe had nog een trapeziumvormig dashboard, maar dat verdween al snel.
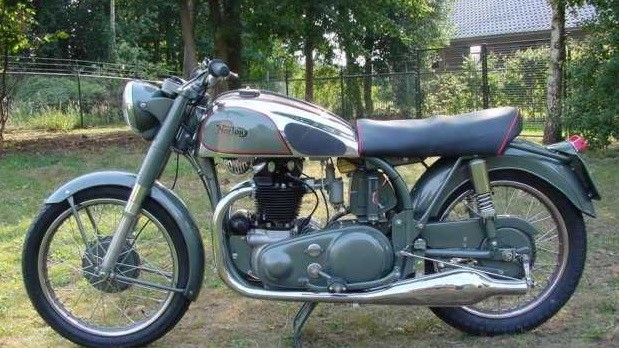
Het Norton Dominator Model 88 De Luxe kreeg het beroemde Featherbed-dubbel wiegframe en aanvankelijk de "Schol"-uitlaatdempers.
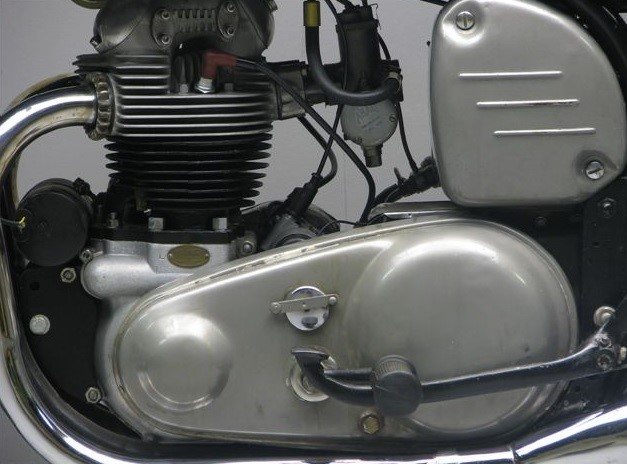
Model 88-blok uit 1956
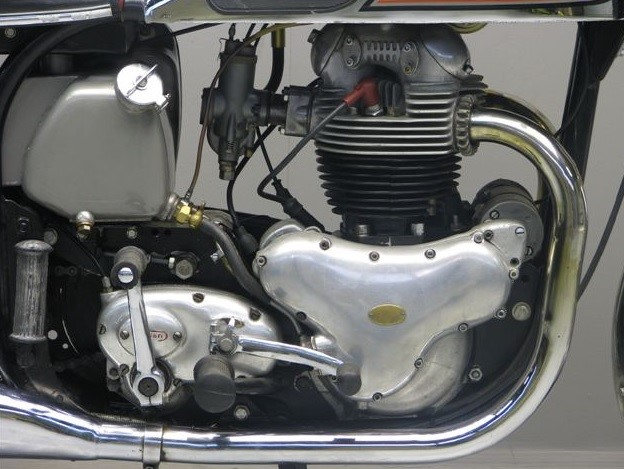
Model 88-blok uit 1956
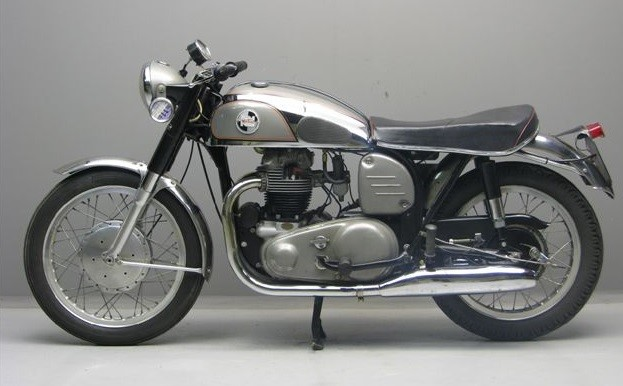
Model 88 uit 1956
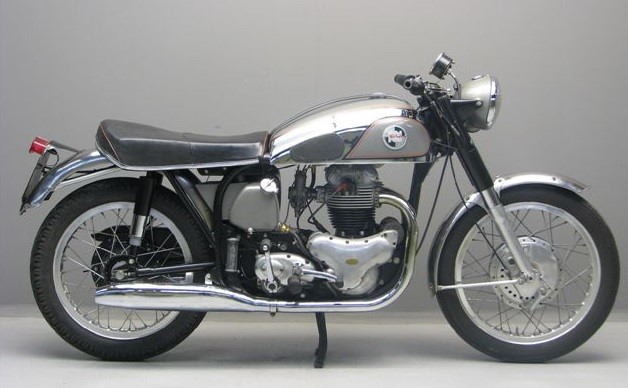
Model 88 uit 1956

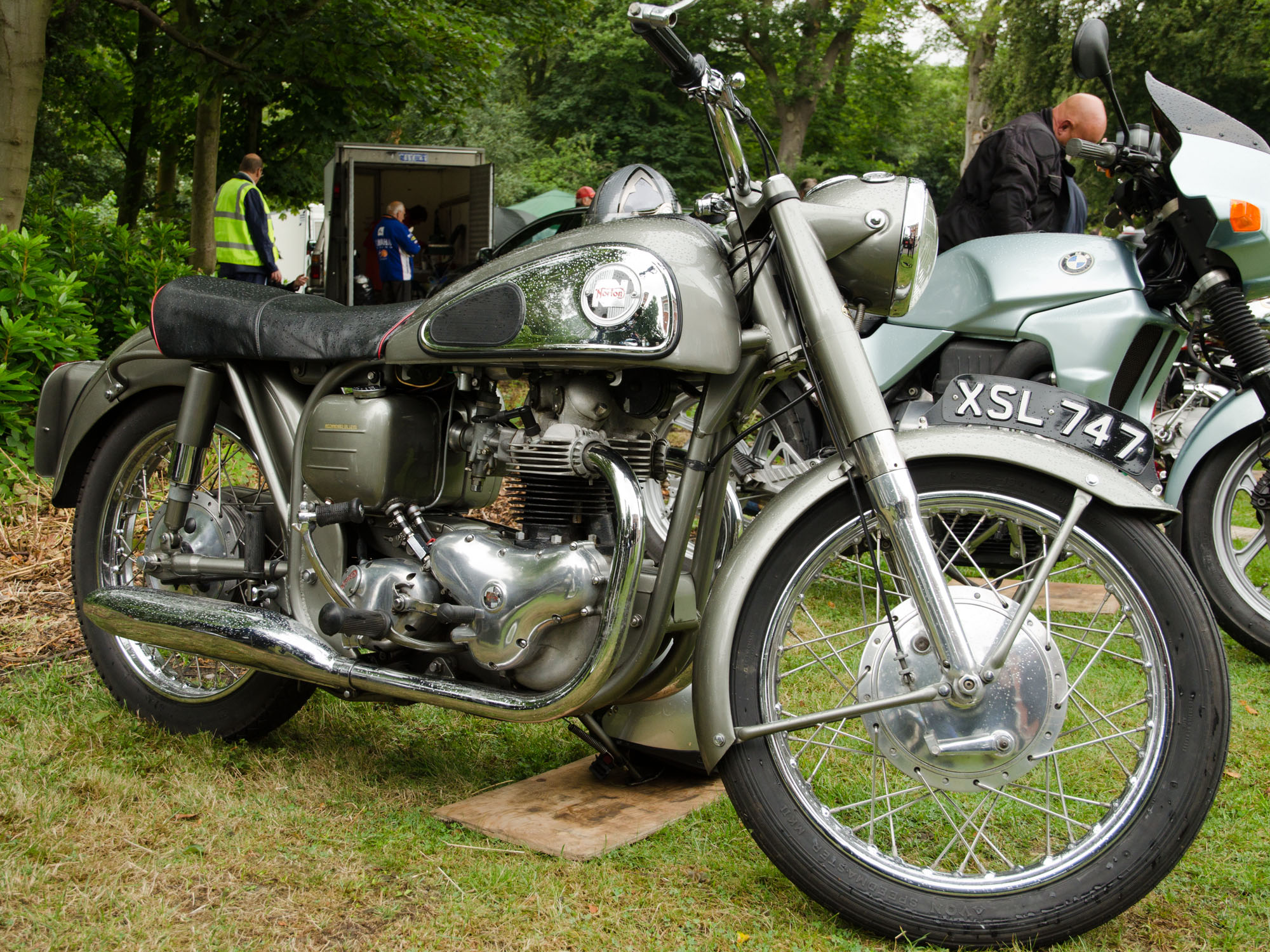
Model 88 uit 1957
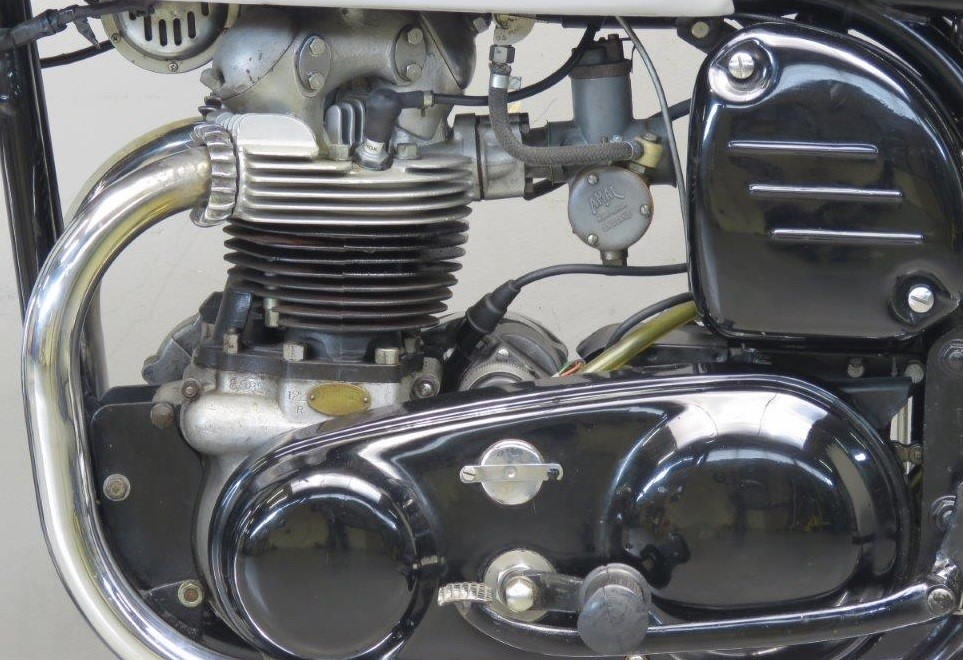
Vanaf 1958 was de magneetontsteking vervangen door een accu-bobine-ontsteking. De stroomverdeler zit nu achter het cilinderblok
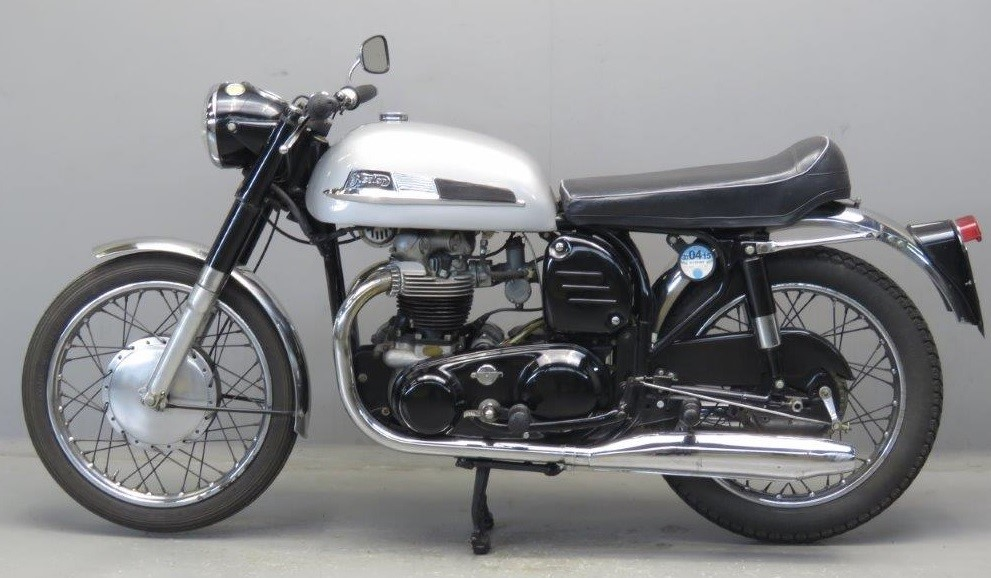
Dominator 88 SS uit 1963
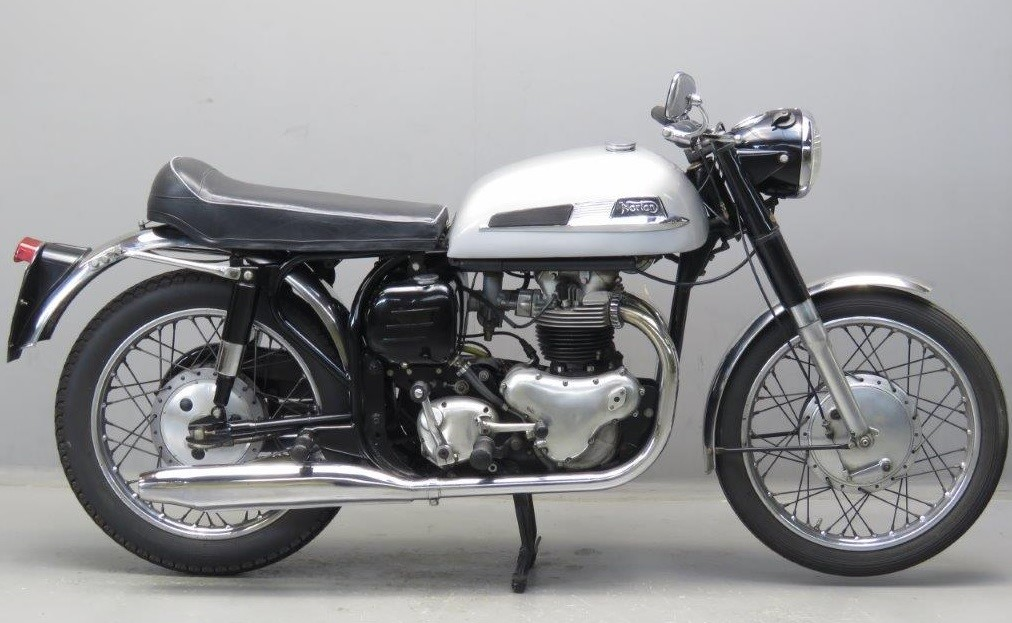
Dominator 88 SS uit 1963
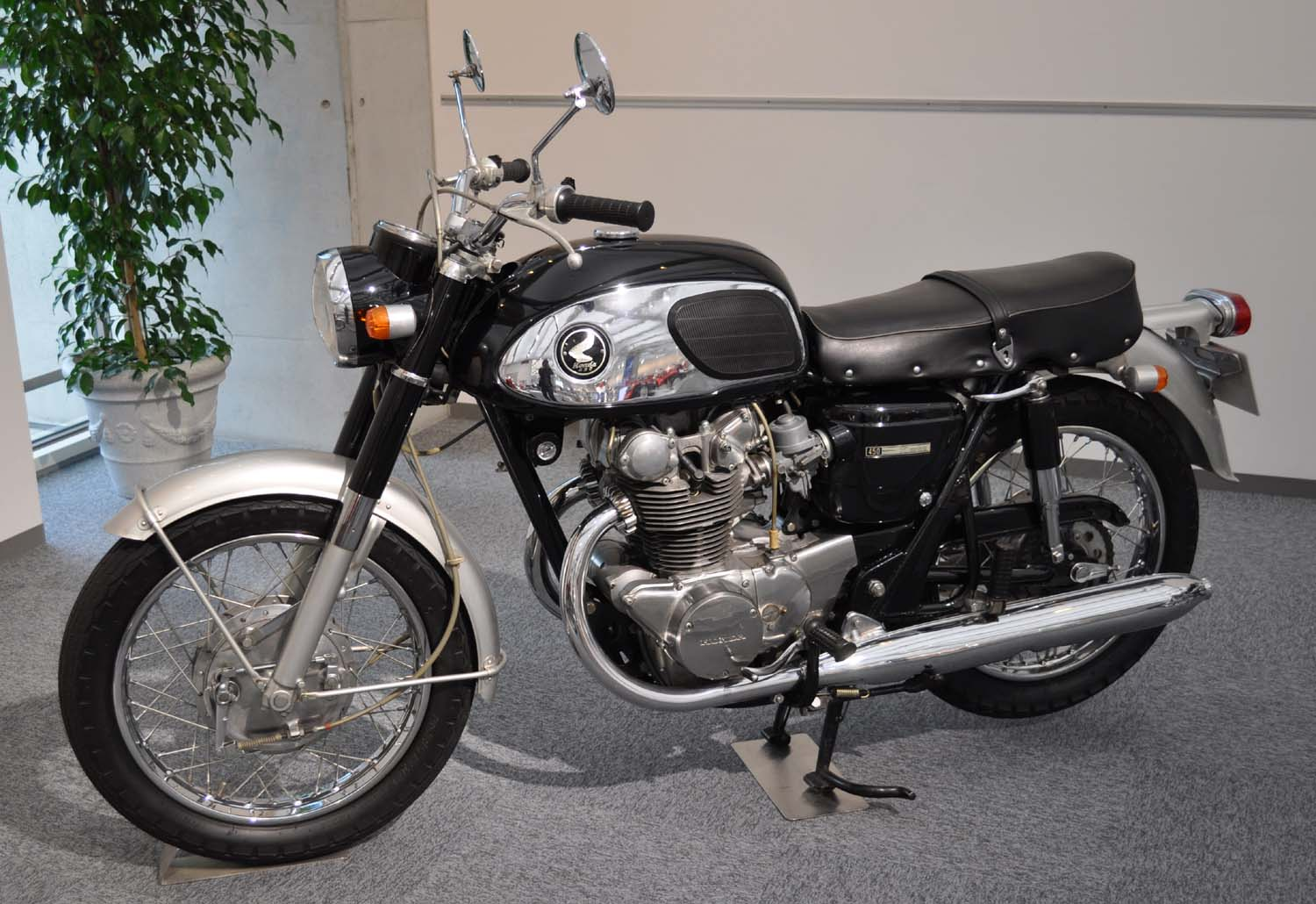
Het Dominator Model 88 SS kreeg in 1965 een sterke concurrent: de 450cc-Honda CB 450, die 43 pk leverde, maar die ook al was uitgerust met richtingaanwijzers.

| Norton werd in 1953 overgenomen door Associated Motor Cycles, dat al eigenaar was van de merken AJS, Matchless, Francis-Barnett en James. Hoewel AMC veel badge-engineering toepaste (AJS en Matchless-motorfietsen leken erg veel op elkaar), bleef Norton tamelijk autonoom. Het maakte zijn eigen ontwerpen en eigen onderdelen en motorblokken. In 1955 kwam voormalig Norton-constructeur Bert Hopwood (ontwerper van het Dominator Model 7) die enkele jaren bij BSA gewerkt had, in dienst van AMC, dat hem directeur van Norton maakte. In 1958 werd Hopwood ook bestuursvoorzitter bij Norton. Norton mocht geen gebruik maken van de in 1959 begonnen samenwerking tussen AMC en de Indian Sales Co., die een importorganisatie in de Verenigde Staten opzetten. Hopwood had echter kennisgemaakt met de Amerikaanse Zündapp- en Ducati-importeur Joe Berliner. Die verhoogde de Norton-export naar de VS enorm en was de drijvende kracht achter de Norton Manxman, maar ongetwijfeld ook achter de Nomad-serie. |

## 1956-1958: Norton Dominator Model 77 600cc
Het 600cc-Dominator Model 77 kwam in 1956 tegelijk met het Dominator Model 99 op de markt, met als enige doel de taak als zijspantrekker over te nemen van het Dominator Model 7, dat uit productie ging. Het motorblok was identiek aan dat van het Model 99, maar het frame stamde van het Model 7 (en uiteindelijk dus van de Norton ES2) vanwege de mogelijkheid een zijspan te bevestigen. Toen zowel het Dominator Model 88 als het Dominator Model 99 in 1958 een aangepast featherbed frame kregen (althans, de mogelijkheid voor de klant om dit te bestellen) waardoor ook een zijspan getrokken kon worden, werd het Model 77 overbodig en eindigde de productie.

### Motor
De motor van het Model 7 was vergroot door de boring op 68 mm en de slag op 82 mm te brengen, waardoor de cilinderinhoud op 595,6 cc kwam. Het Model 77 kreeg een enkele Amal Monobloc-carburateur en had de aluminium cilinderkop die al bij het Model 7 was ingevoerd. Toen dit model in 1958 uit productie ging, konden zijspanrijders zonder meerprijs een aangepast Dominator Model 88 kopen, met andere kroonplaten, sterkere veren voor en achter, een stuurdemper en zelfs aangepaste gearing.

### Transmissie
De transmissie was gelijk aan die van het Model 7.

### Rijwielgedeelte
Het Dominator Model 77 kreeg het semi-dubbel wiegframe van het Model 7 om een zijspan te kunnen trekken. Ze had al de swingarm-achtervering, voor een Norton Roadholder-telescoopvork met 8 inch trommelrem. Achter zat een 7 inch trommelrem.

## 1956
Onder leiding van directeur Bert Hopwood werden in 1956 nieuwe modellen uitgebracht, maar het 500cc-Dominator Model 7 ging uit productie. De rol van zijspantrekker werd overgenomen door het 600cc-Dominator Model 77, het 500cc-Dominator Model 88 De Luxe werd gewoon Dominator 88 en er kwam een nog een nieuw 600cc-model, het Dominator Model 99.

## 1956-1962: Norton Dominator Model 99
Het 600cc-Norton Dominator Model 99 kwam in 1956 tegelijk met het Model 77 op de markt, maar het kreeg het Featherbed frame dat ook op het Model 88 De Luxe werd toegepast.

### 1956-1960: Norton Dominator Model 99
Het Dominator Model 99 verscheen in 1956, met dezelfde motor als het 600cc-Model 77, maar net als het Model 88 De Luxe uitgevoerd met het featherbed-dubbel wiegframe. Het was op de grotere motor na vrijwel identiek aan het 500cc-Model 88. Vanaf 1958 konden zijspanrijders kosteloos kiezen voor een aangepast frame met andere kroonplaten, sterkere veren voor en achter, een stuurdemper en zelfs aangepaste gearing. Bovendien werd de magneetontsteking vervangen door een accu / bobineontsteking en werd de gelijkstroomdynamo vervangen door een 6 volt wisselstroomdynamo. In 1960 werd het featherbed frame vervangen door de smallere slimline-versie. Dit was ter hoogte van de knieën smaller, waardoor de voorkant van het duozadel en de achterkant van de tank ook smaller werden. Daardoor konden kleinere rijders makkelijker hun voeten aan de grond krijgen. De Dominator 88 werd in 1961 omgedoopt tot Dominator Model 99 Standard omdat er nog twee andere versies verschenen. Met deze modellen keerden ook de "diepe" spatborden van de eerste Dominators weer terug.

### 1961-1962: Norton Dominator Model 99 Standard
In 1961 veranderde de naam van het Dominator Model 99 in Dominator Model 99 Standard om onderscheid met de twee andere modellen te maken. In 1962 eindigde de productie.

### 1961-1962: Norton Dominator Model 99 De Luxe
De Dominator Model 99 De Luxe verscheen in 1961. Het betrof een flink aangepast model, met een groot omhulsel van plaatstaal rond het achterwiel. Het leek veel op de in 1959 verschenen Triumph Speed Twin 5TA. Het was - in elk geval bij de Triumph - geen succes. De Amerikaanse importeurs moesten het omhulsel verwijderen om de Triumph's te kunnen verkopen. Ook de Dominator Model 99 De Luxe bleef niet lang: de productie stopte in 1962.

### 1961-1964: Norton Dominator Model 99 SS
Het Norton Dominator Model 99 SS (Special Sports) kreeg de sterkere motor van de Nomad 600, inclusief dubbele carburateurs, een sportievere nokkenas, grotere inlaatkleppen, gepolijste inlaatkanalen en verhoogde compressieverhouding. Het leverde daarmee 44 pk bij 6.750 tpm, maar tuners wisten er ook wel 50 pk uit te halen, waardoor te topsnelheid in de buurt van 200 km/uur kwam.
In 1964 eindigde de productie van Norton's laatste 600cc-twin, omdat intussen de Dominator 650 SS al was verschenen en Associated Motor Cycles zich al lang toelegde op 650cc-paralleltwins. De 650cc-klasse was de nieuwe norm, ook voor AJS, Matchless, BSA en Triumph.

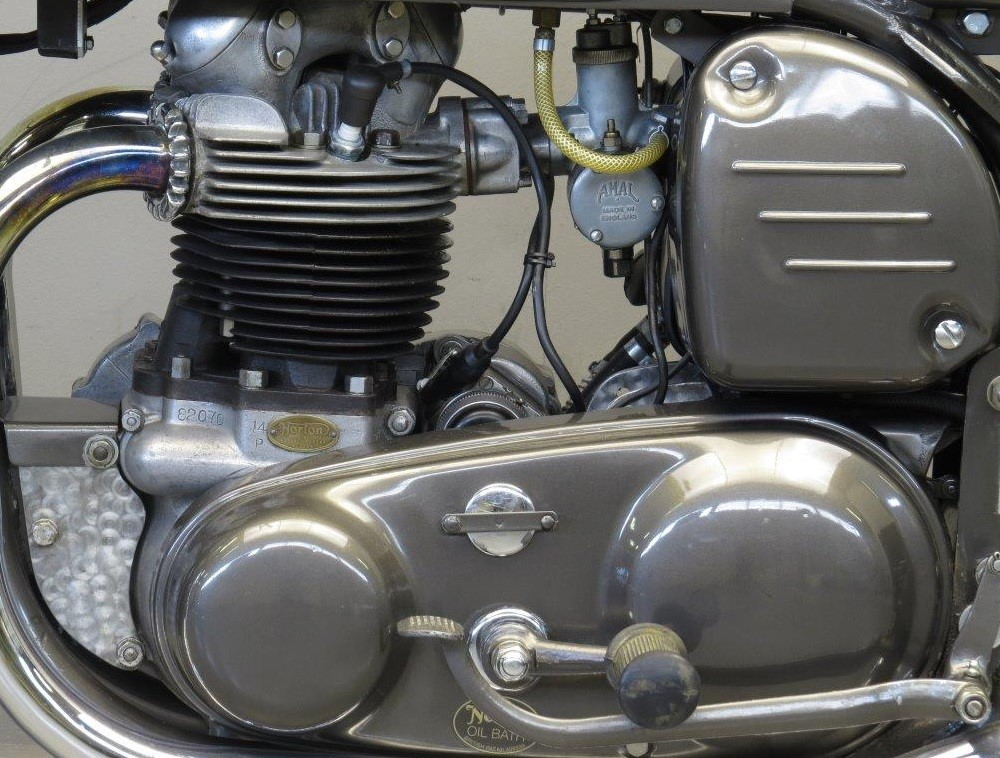
Dominator 99-blok uit 1957.
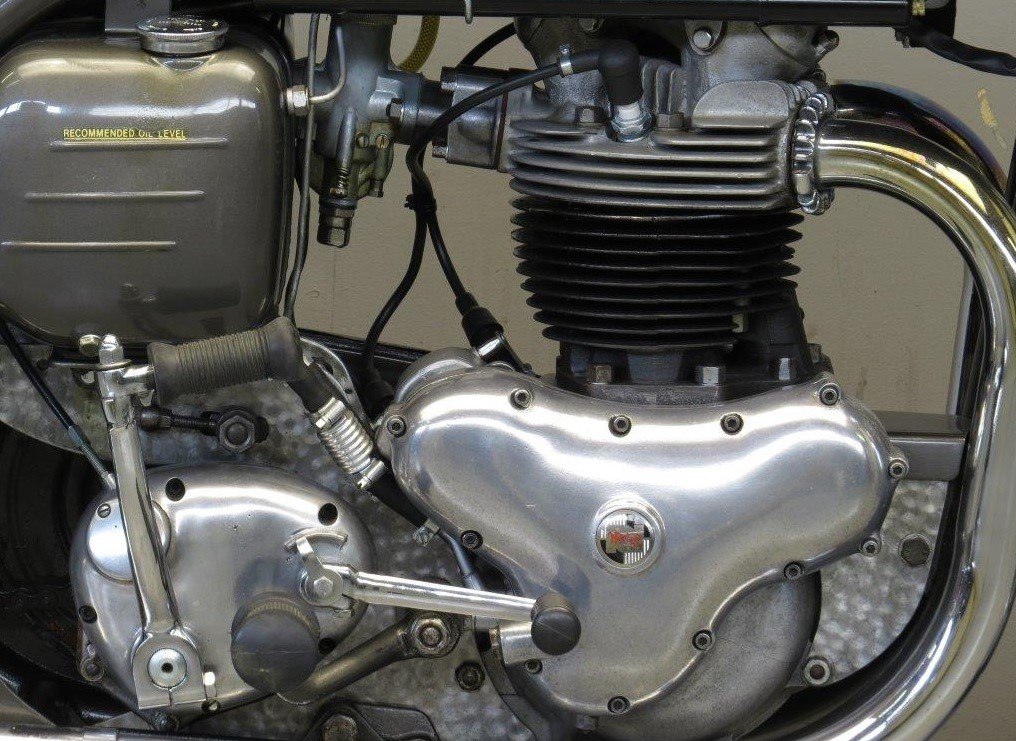
Dominator 99-blok uit 1957
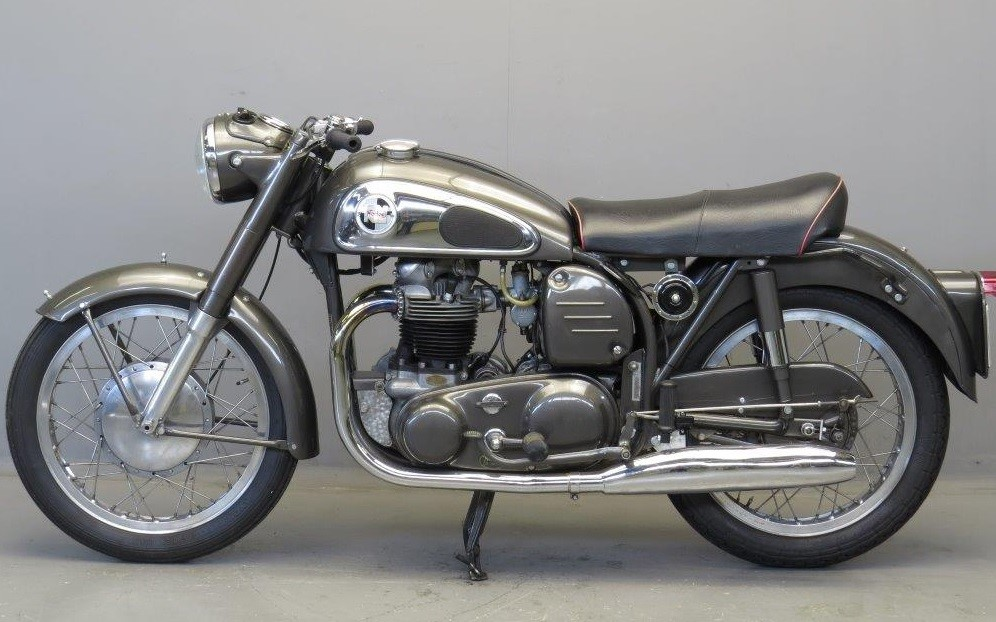
Dominator 99 uit 1957 met het moderne "Smooth Look"-design.
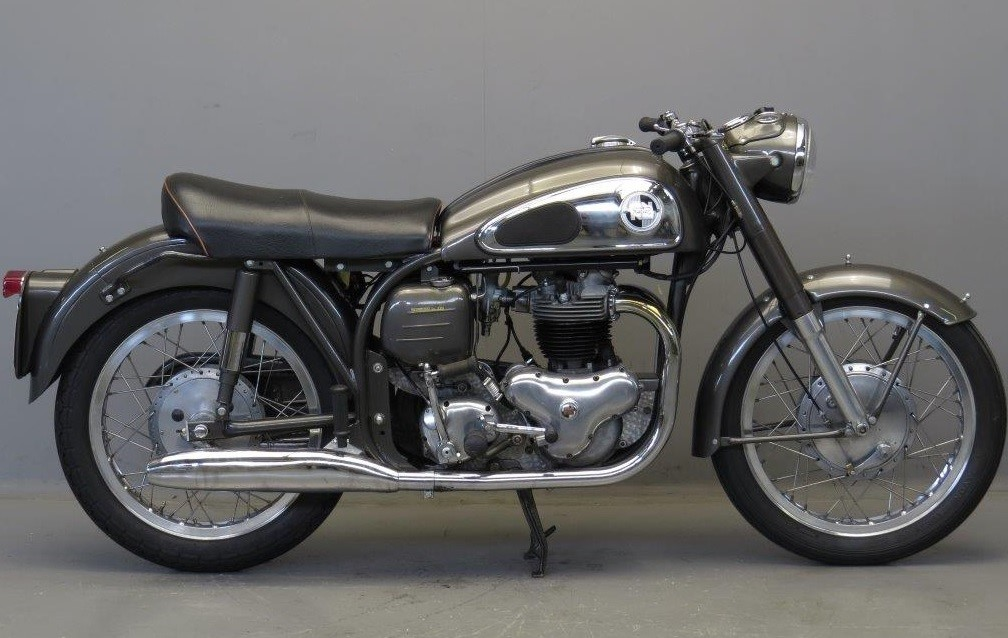
Dominator 99 uit 1957

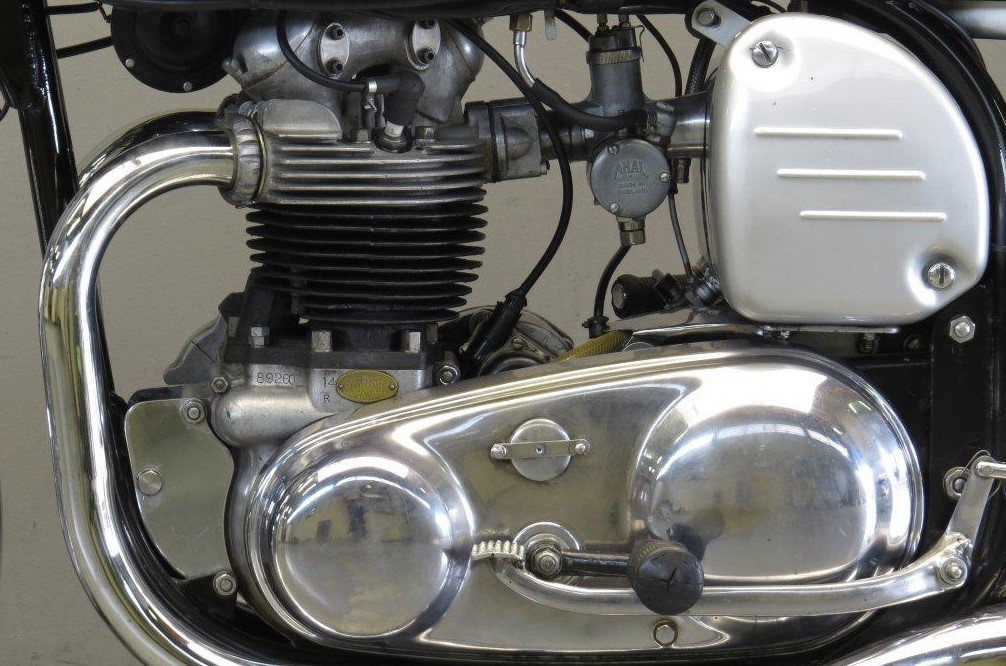
Dominator Model 99-blok uit 1964. Op de krukas zit nu een wisselstroomdynamo (de verdikking in het transmissiedeksel) en achter de cilinders alleen nog de stroomverdeler
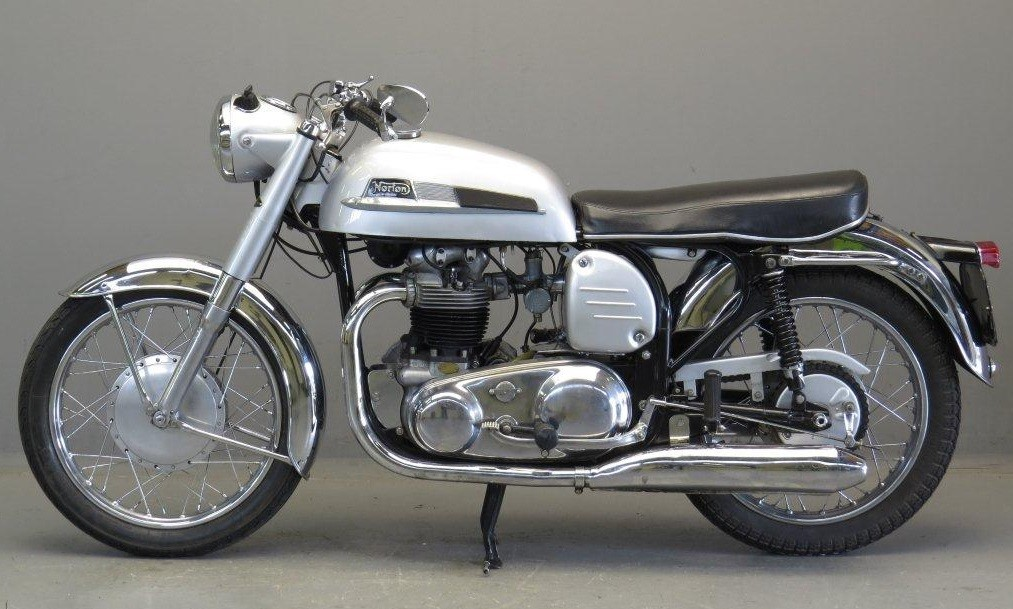
Dominator Model 99 SS uit 1964
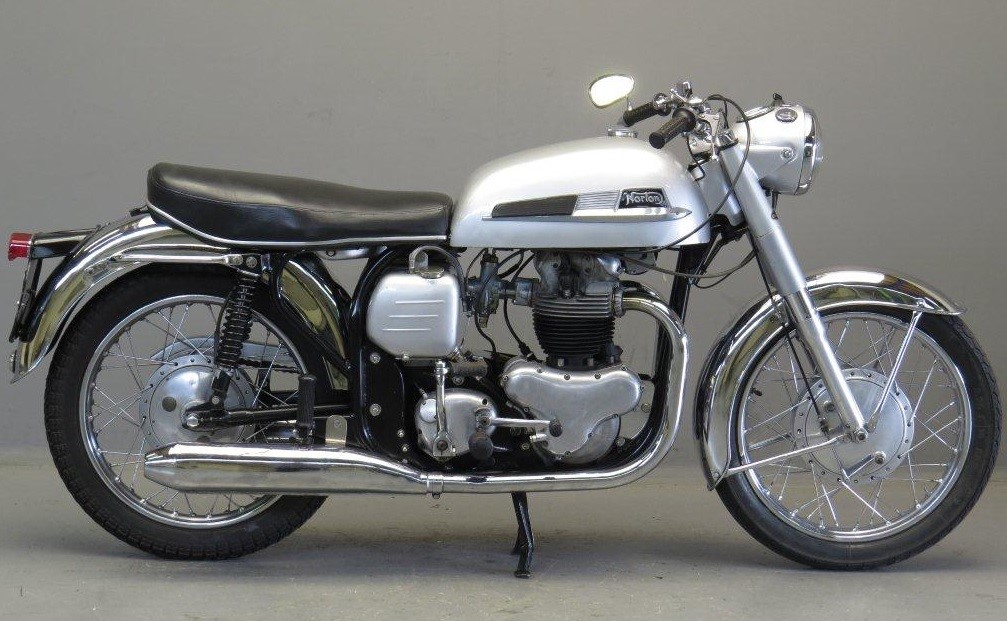
Dominator Model 99 SS uit 1964

## 1958-1960 Norton Nomad
Eind jaren vijftig begonnen steeds meer Amerikanen interesse te tonen in Britse motorfietsen. Daar was de film The Wild One voor een deel debet aan. Marlon Brando bereed in die film een 650cc-Triumph 6T Thunderbird, maar er kwamen nog veel meer Britse paralleltwins in voor. Deze motorfietsen waren veel sneller en wendbaarder dan de gebruikelijke Harley-Davidsons en bovendien ook goed om te bouwen voor de populaire desert races aan de Amerikaanse Westkust. Triumph had daar al op ingespeeld met haar TR6 Trophy, maar Associated Motor Cycles en ook Norton bleven daar ver bij achter. De Norton-importeur bestelde niet meer dan 4 à 5 motorfietsen per jaar, tot Joe Berliner de zaken overnam. In 1958 verscheen de Norton P16 Nomad tegelijk met het 600cc-zustermodel P15 Nomad. Ze waren vooral voor de Amerikaanse markt bestemd.

### 1958-1960: Norton Nomad 500 (Nomad 88)
De N16 Nomad had het motorblok van de Dominator 88, maar dat was flink opgevoerd met een veel hogere compressieverhouding en twee carburateurs. Bovendien kreeg het in plaats van de losse dynamo en ontstekingsmagneet een Lucas 6-volt-type RM 13 wisselstroomdynamo op het linker krukasuiteinde. De ontsteking werd verzorgd door een 6V-accu en een enkele bobine. De stroomverdeler zat op de plaats achter de cilinders waar eerder de magneet zat en werd door dezelfde korte ketting aangedreven. Het frame kwam echter van AMC. Het was het semi-dubbel wiegframe van het AJS Model 31 CSR en de Matchless G12 CSR. Van de Nomad 500 werden in drie jaar tijd slechts 50 exemplaren gebouwd. Dat was logisch, want ze moest concurreren tegen de 650cc-Triumph TR6C Trophy. De type-aanduiding verschilde per productiejaar: 1958: N16 Nomad, 1959: P16 Nomad en 1960: R16 Nomad, maar de machine werd ook gewoon Nomad 500 of - naar het motorblok - Nomad 88 genoemd.

### 1958-1960: Nomad 600 (Nomad 99)
De 600cc-versie van de Nomad kwam er op verzoek van de Amerikaanse importeur Joe Berliner om ingezet te worden in desert racers. Ze had het motorblok van de Dominator Model 99, maar dat was flink opgevoerd met twee carburateurs en een verhoogde compressieverhouding. De 36 pk die de machine leverde was voor een terreinmotor best acceptabel, maar de 650cc-concurrenten waren sterker. Dat waren de Triumph TR6C Trophy (42 pk) en de BSA A10S Spitfire Scrambler (43 pk). Toch werden er in drie jaar tijd ongeveer 300 exemplaren verkocht. Ook hier veranderde de typenaam elk jaar: 1958: N15 Nomad, 1959: P15 Nomad en 1960: R15 Nomad maar de machine werd ook gewoon Nomad 600 of - naar het motorblok - Nomad 99 genoemd.

## 1960-1961: Norton Domiracer
Al in 1953 had Norton geëxperimenteerd met het Model 7-blok en het featherbed frame om op die manier een vervanger voor de eencilinder Norton Manx te bouwen. Dit experiment mislukte, maar in 1960 bouwde constructeur Doug Hele een nieuwe versie, bedoeld voor de AMA-races in de Verenigde Staten. De bouw van de Manx-fabrieksracer was in 1955 al gestaakt omdat die kansloos was tegen de viercilinders MV Agusta 500 4C en Gilera 500 4C, maar als productieracer was de Manx nog steeds populair. Privérijders konden deze dure viercilinders niet kopen en een alternatief was er niet. Hele gebruikte de 6cm-lagere "Lowboy"-versie van het featherbed frame. De nieuwe machine die Norton Domiracer werd genoemd was in 1960 klaar en Dennis Greenfield en Fred Swift wonnen de 500cc-race van de Thruxton 500. Hoewel de machine een compressieverhouding van 11:1 had, moest die voor de Thruxton en voor de AMA-races worden teruggebracht tot 8,5:1, omdat de reglementen straatlegale motorfietsen vereisten. Daar hoorde ook een kickstarter bij. De machine met hoge compressie werd ingezet in de Senior TT van 1961. Kenners waren sceptisch, maar Tom Phillis reed de machine naar de derde plaats achter de Manx-racers van Mike Hailwood en Bob McIntyre. Hij reed daarbij een ronde van 100.36 mijl per uur. Het was de eerste ronde boven 100 mph voor een tweecilinder en ook voor een stoterstangenmotor. De Domiracer bleek niet geschikt als fabrieksracer, maar Norton bracht hem ook niet als productieracer op de markt omdat de race-afdeling in 1962 werd gesloten. Officieel eindigde de productie dan ook in 1961, maar enthousiaste zelfbouwers maakte nog grote aantallen imitaties, ook met 600- en 650cc-blokken, zolang ze maar aan featherbed frames konden komen. Niet zelden moest daarvoor een Model 50 gesloopt worden. Dat 350cc-model was niet bijzonder duur maar had wel het juiste frame. Paul Dunstall bouwde na de sluiting van de fabriek aan Bracebridge Street in Birmingham (1963) nog veel Nortons met featherbed frames, waaronder Domiracers. AMC had nog een tweecilinderracer in haar programma, de Matchless G50, maar ook die verdween in 1962.

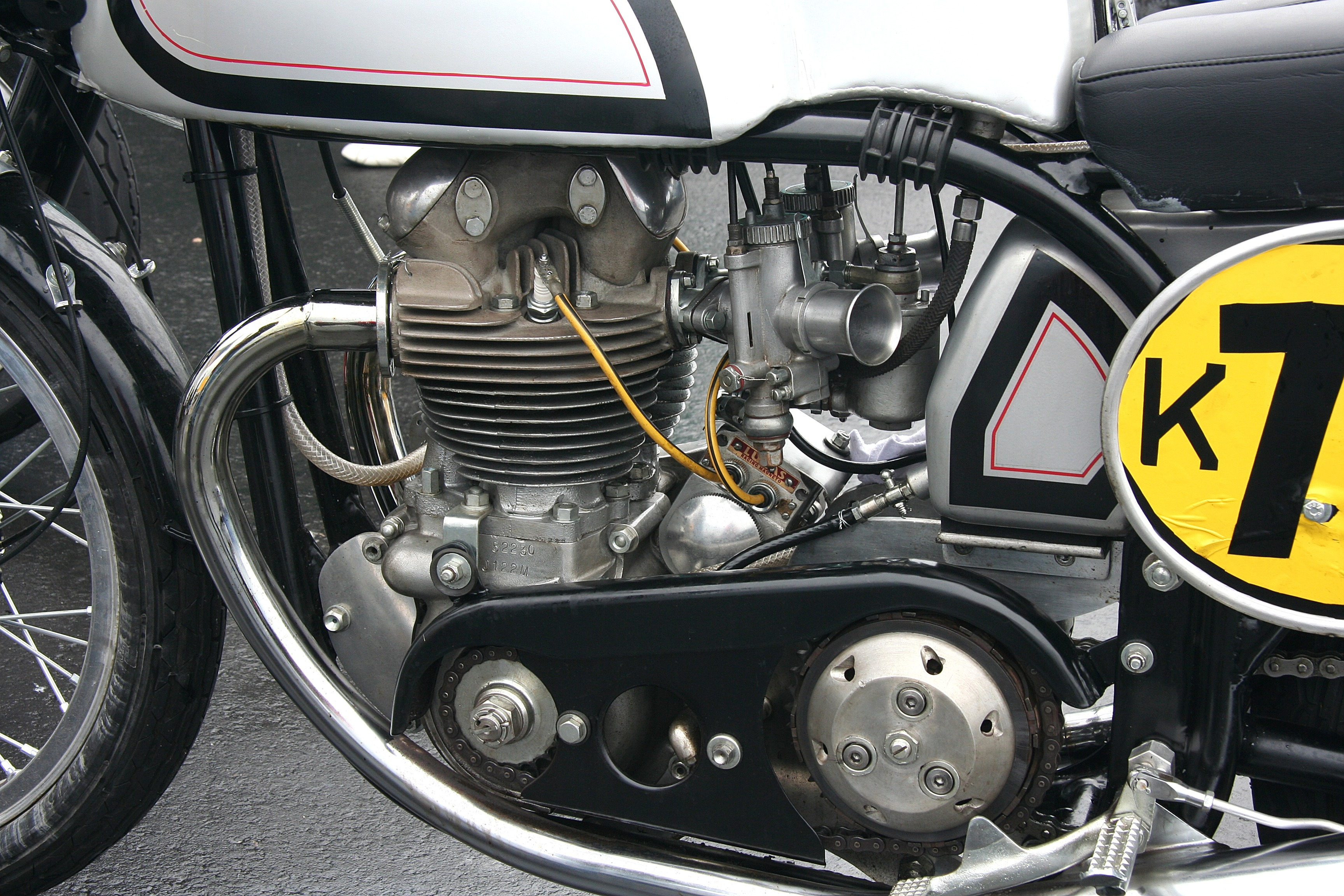
Goede replica Domiracer, met 500cc-blok, dubbele carburateurs en meervoudige droge plaatkoppeling...
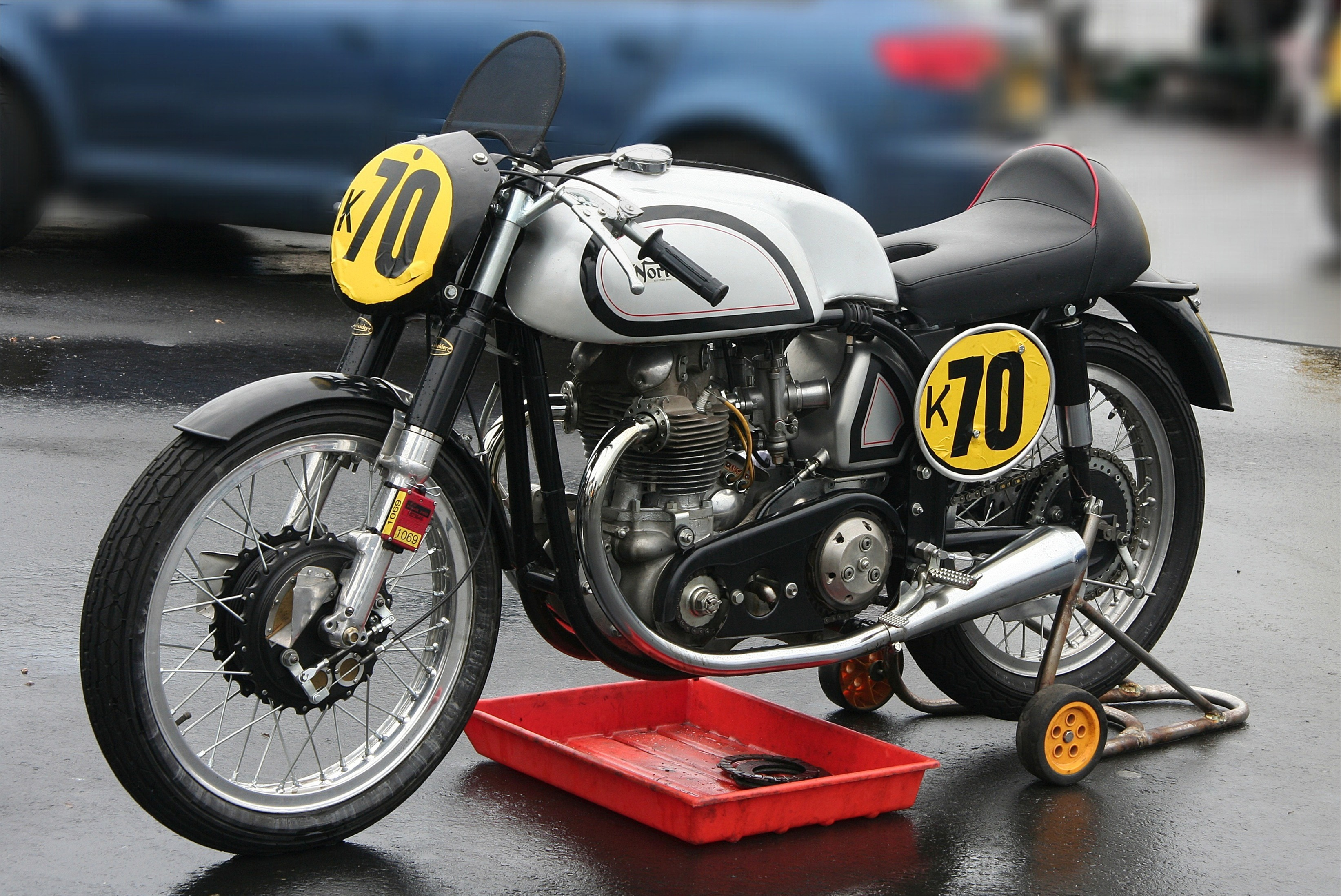
...en megafoonuitlaten
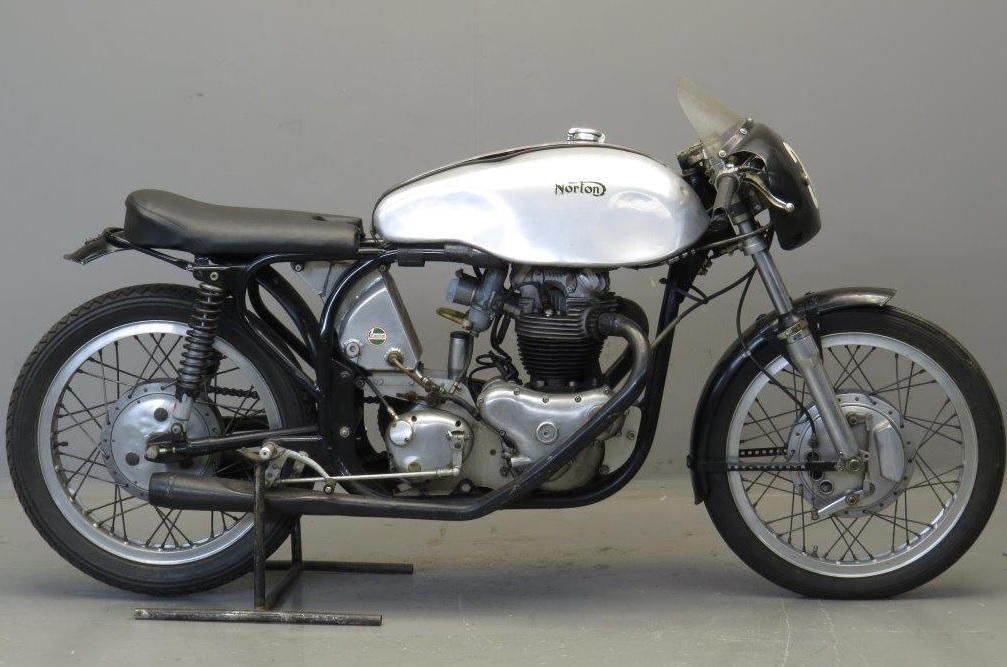
Imitatie met 650cc-blok en slimline frame.

## 1961: Norton Manxman
In 1960 werd op verzoek van Joe Berliner de eerste 650cc-Dominator gebouwd, door de slag te vergroten tot 89 mm, terwijl de boring gelijk bleef met 68 mm. De cilinderinhoud kwam daardoor op 646,4 cc. Daar bleef het niet bij. Voor de gewijzigde slag moest een nieuw carter worden gemaakt, maar er kwam ook een breder vliegwiel, dikkere krukpennen, nieuwe cilinders en zuigers met kortere zuigermantels. De compressieverhouding was 8,9:1, er waren twee Amal-carburateurs op een hellend (downdraught) inlaatspruitstuk gemonteerd. De machine kreeg ook een toerenteller, die door de nokkenas werd aangedreven. Ze kreeg de naam Manxman, een verwijzing naar de racesuccessen tijdens de TT van Man. Met 52 pk was de machine een flink stuk sterker dan bijvoorbeeld de 650cc-Triumph T120 Bonneville, de BSA A10R Super Rocket, de AJS Hurricane en de Matchless Apache, maar ze was uitsluitend bestemd voor de Amerikaanse markt. Daarom had ze ook een kleine 9,5 liter-tank en het in de VS populaire hoge stuur. Ze werd in november 1960 gepresenteerd en in 1961 geproduceerd, hoewel ze in de catalogus van de Berliner Motor Corporation van 1961 tot oktober 1962 voorkwam. Er werden vroeg in 1961 drie partijen geproduceerd: op 13 januari 330, op 3 maart 150 en op 8 juni opnieuw 150. Van die laatste partij gingen 99 exemplaren naar Australië, 25 naar Zweden en 1 naar de Falklandeilanden. Voor Europese begrippen zag de machine er nogal grotesk uit, door het extreem hoge stuur, de diepe spatborden en de kleuren (polychroomblauw met een rood duozadel). De machine zag eruit als een toermotor, maar de hooggetunede motor maakte het toch tot een sportmotor. De machine haalde standaard al 190 km/uur, maar tuner/coureur Heinz Kegler wist een machine op te voeren tot 240 km/uur, waarmee een hij race in Pebble Beach won.

## 1962-1967: Norton Dominator 650
Het was logisch dat er een Europees model van de Manxman kwam. De Norton Dominator 650 SS werd gepresenteerd tijdens de AutoRAI in Amsterdam in april 1962. Die machine had weer de normale (grijze) Norton-kleur, een laag stuur en een 16-liter-tank. Bij de 650 verdween het instrumentenpaneel op de koplamp. De machine kreeg een losse snelheidsmeter en toerenteller. In lijn met het 600cc-Dominator Model 99 kwamen er ook nog twee andere versies, de Standard en de De Luxe.

### 1962-1963: Norton Dominator 650 Standard
De Dominator 650 Standard kreeg de Manxman-motor, maar met slechts 1 carburateur en een compressieverhouding van 8,3:1. Daardoor leverde ze minder vermogen dan de Manxman. Ze werd geleverd in de kleuren "Norton Grey" in 1962 en polychroomblauw en zwart in 1963.

### 1962: Norton Dominator 650 De Luxe
De Dominator 650 De Luxe bleef gespaard van het grote plaatwerk rond het achterwiel van de Model 88/99 De Luxe. De naam "De Luxe" kwam van het tweekleurige lakwerk: blauw en "dove grey". Verder week het niet af van het Standard model. Het werd alleen in 1962 geproduceerd.

### 1962-1967: Norton Dominator 650 SS (Norton 650 SS)
De Dominator 650 SS (Special Sports), meestal kortweg Norton 650 SS genoemd, was het meest succesvolle 650cc-model. Ze bleef tot 1967 in productie. Ze had dezelfde hoge compressieverhouding als de Manxman, waardoor ze 49 pk bij 6.800 tpm leverde. Dat was bijna gelijk aan de juist verschenen 750cc-Norton Atlas. Het model had een zwart slimline frame en een zilverkleurige tank. Het blad Motor Cycling testte de machine op de testbaan van MIRA en haalde een topsnelheid van 192,3 km/uur, meer dan 10 km/uur sneller dan rivaal Triumph Bonneville. De Dominator 650 SS overleefde de verhuizing van de productie aan Bracebridge Street in Birmingham naar AMC in Plumstead. De machine won drie keer de Thruxton 500-race (1962, 1963 en 1964) met Phil Read, Brian Setchell en Derek Woodman. De 650 SS wordt als de beste van de Dominators beschouwd, maar de productie eindigde in 1967, toen Norton al was opgegaan in Norton-Villiers en de Norton Mercury als opvolger kwam.
| In 1966 ging Associated Motor Cycles failliet. Het werd overgenomen door Dennis Poore, de eigenaar van Manganese Bronze Holdings. Poore was al eigenaar van Villiers en nu kwamen ook AJS, Matchless, Francis-Barnett, James en Norton daarbij. Hij noemde het nieuwe moederbedrijf Norton-Villiers. |

## 1968-1970: Norton Mercury
De Norton Mercury was de laatste van de Dominators met featherbed (slimline)-frame. Ze was gebaseerd op de 650 SS, maar had een nieuwe, 12-volt-elektrische installatie met accu-bobine-ontsteking en slechts een Amal Concetric-carburateur. Ze had blauwe spatborden, een blauwe olietank en de brandstoftank was zilvergrijs, maar men kon ook een zwart exemplaar met rode of zilveren tank bestellen. Het duozadel was enigszins getrapt. Met 47 pk haalde ze een topsnelheid van 180 km/uur. De productie begon in 1968 en eindigde in 1970, toen er ongeveer 750 exemplaren gebouwd waren. De Mercury werd ingezet door de politie van Nigeria. NVT beëindigde de productie om zich helemaal te gaan richten op de 750cc-Norton Commando. De productie van AJS, Matchless, James en Francis-Barnett was al eerder gestaakt.

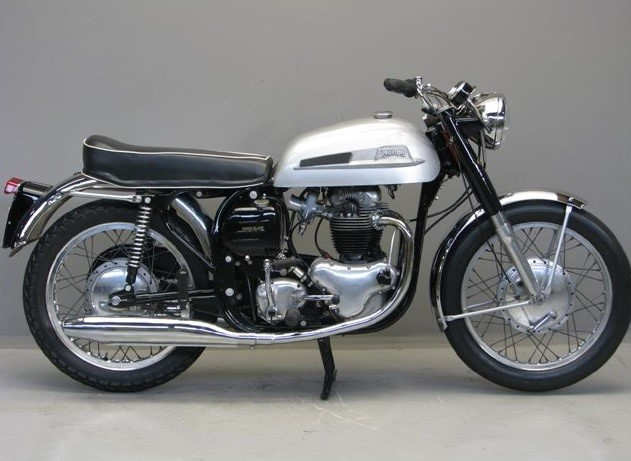
Dominator 650 SS uit 1962
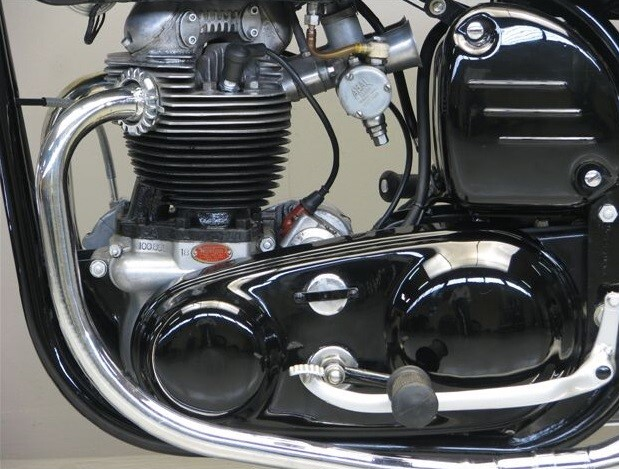
Dominator 650 SS-blok. De verdikking ter hoogte van de krukas huisvest de wisselstroomdynamo
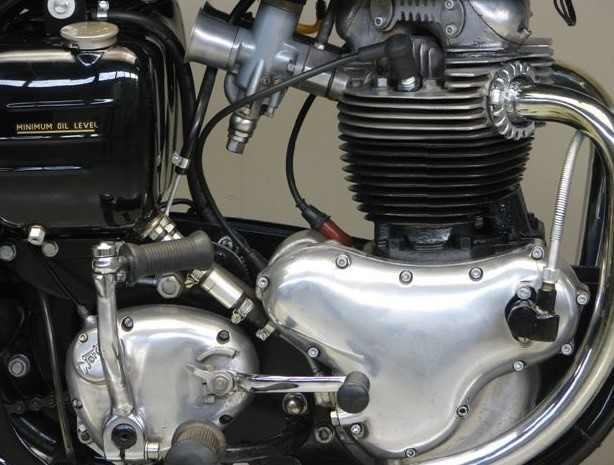
Kenmerkend voor de 650cc-modellen was het "downdraught"- inlaatspruitstuk, waardoor de carburateurs onder een kleine hoek kwamen te staan. Rechts zit de aansluiting van de toerentellerkabel.
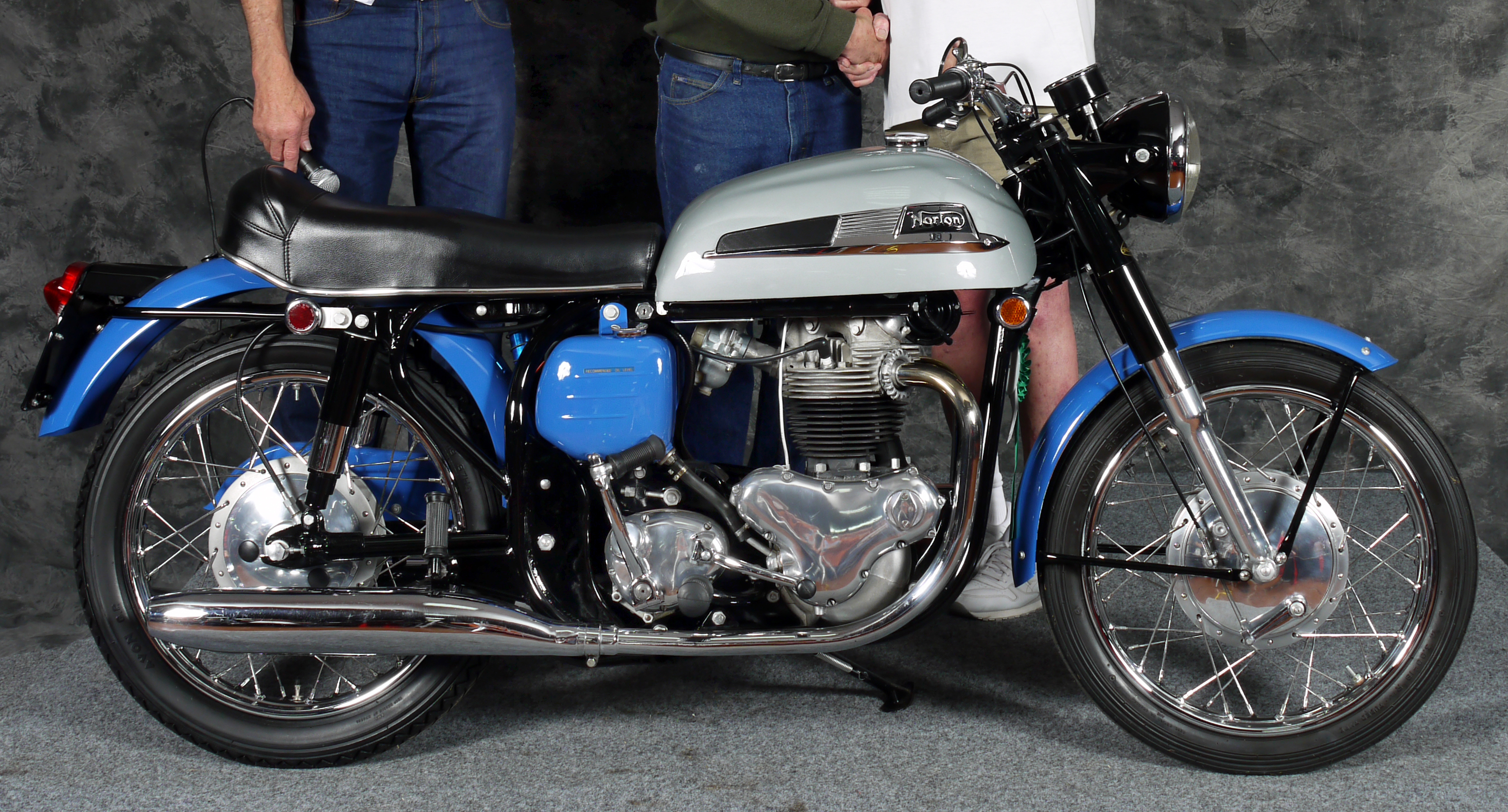
Mercury uit 1969, de laatste 650cc-Norton en de laatste keer dat het featherbed frame werd gebruikt.

## Technische gegevens 500cc
| 500 cc                 | Dominator 7                                              | Dominator 7                       | Dominator 7                       | Dominator 7                       | Dominator 7                       | Dominator 88                                    | Dominator 88                                                    |
| ---------------------- | -------------------------------------------------------- | --------------------------------- | --------------------------------- | --------------------------------- | --------------------------------- | ----------------------------------------------- | --------------------------------------------------------------- |
| Norton Type            | Dominator Model 7                                        | Dominator Model 77                | Dominator Model 77 Sport Twin     | Dominator Rigid                   | Dominator Rigid Sport             | Dominator Model 88 De Luxe                      | Model 88                                                        |
| Periode                | 1949-1955                                                | 1950-1952                         | 1950-1952                         | 1950-1952                         | 1950-1952                         | 1952-1955                                       | 1956-1958                                                       |
| Categorie              | Toer / zijspantrekker                                    | Clubmanracer                      | Clubmanracer                      | Clubmanracer                      | Clubmanracer                      | Toer                                            | Toer, vanaf 1958: Toer / zijspantrekker                         |
| Motortype              | Stoterstangen kopklepmotor                               | Stoterstangen kopklepmotor        | Stoterstangen kopklepmotor        | Stoterstangen kopklepmotor        | Stoterstangen kopklepmotor        | Stoterstangen kopklepmotor                      | Stoterstangen kopklepmotor                                      |
| Bouwwijze              | Dwarsgeplaatste paralleltwin                             | Dwarsgeplaatste paralleltwin      | Dwarsgeplaatste paralleltwin      | Dwarsgeplaatste paralleltwin      | Dwarsgeplaatste paralleltwin      | Dwarsgeplaatste paralleltwin                    | Dwarsgeplaatste paralleltwin                                    |
| Koeling                | Lucht                                                    | Lucht                             | Lucht                             | Lucht                             | Lucht                             | Lucht                                           | Lucht                                                           |
| Boring                 | 66,0 mm                                                  | 66,0 mm                           | 66,0 mm                           | 66,0 mm                           | 66,0 mm                           | 66,0 mm                                         | 66,0 mm                                                         |
| Slag                   | 72,6 mm                                                  | 72,6 mm                           | 72,6 mm                           | 72,6 mm                           | 72,6 mm                           | 72,6 mm                                         | 72,6 mm                                                         |
| Cilinderinhoud         | 496,8 cc                                                 | 496,8 cc                          | 496,8 cc                          | 496,8 cc                          | 496,8 cc                          | 496,8 cc                                        | 496,8 cc                                                        |
| Carburateur(s)         | 1 x Amal 76AK/1AT vanaf 1955: Amal Monobloc              | 1 x Amal 76AK/1AT                 | 1 x Amal 76AK/1AT                 | 1 x Amal 76AK/1AT                 | 1 x Amal 76AK/1AT                 | 1 x Amal Monobloc                               | 1 x Amal Monobloc (vanaf 1958: 2 x Amal Monobloc op verzoek)    |
| Ontsteking             | Lucas of BTH-magneet (naar keuze)                        | Lucas of BTH-magneet (naar keuze) | Lucas of BTH-magneet (naar keuze) | Lucas of BTH-magneet (naar keuze) | Lucas of BTH-magneet (naar keuze) | Lucas magneet                                   | Lucas magneet, vanaf 1958: accu / bobine                        |
| Smeersysteem           | Dry-sumpsysteem                                          | Dry-sumpsysteem                   | Dry-sumpsysteem                   | Dry-sumpsysteem                   | Dry-sumpsysteem                   | Dry-sumpsysteem                                 | Dry-sumpsysteem                                                 |
| Compressieverhouding   | 7,6:1                                                    | 7,6:1                             | 7,6:1                             | 7,6:1                             | 7,6:1                             | 7,6:1                                           | 7,8:1 (vanaf 1958 9:1 op verzoek)                               |
| Max. Vermogen          | 29 pk bij 6.000 tpm                                      | 29 pk bij 6.000 tpm               | 29 pk bij 6.000 tpm               | 29 pk bij 6.000 tpm               | 29 pk bij 6.000 tpm               | 29 pk bij 6.000 tpm                             | 29 pk bij 6.000 tpm (vanaf 1958 36 pk bij 7.000 tpm op verzoek) |
| Topsnelheid            | 153 km/uur                                               | 153 km/uur                        | 153 km/uur                        | 153 km/uur                        | 153 km/uur                        | 153 km/uur                                      | 153 km/uur (vanaf 1958 160 km/uur op verzoek)                   |
| Primaire aandrijving   | Ketting                                                  | Ketting                           | Ketting                           | Ketting                           | Ketting                           | Ketting                                         | Ketting                                                         |
| Koppeling              | Meervoudige natte plaat                                  | Meervoudige natte plaat           | Meervoudige natte plaat           | Meervoudige natte plaat           | Meervoudige natte plaat           | Meervoudige natte plaat                         | Meervoudige natte plaat                                         |
| Versnellingen          | 4                                                        | 4                                 | 4                                 | 4                                 | 4                                 | 4                                               | 4                                                               |
| Secundaire aandrijving | Ketting                                                  | Ketting                           | Ketting                           | Ketting                           | Ketting                           | Ketting                                         | Ketting                                                         |
| Rijwielgedeelte        | Semi-dubbel wiegframe                                    | Semi-dubbel wiegframe             | Semi-dubbel wiegframe             | Semi-dubbel wiegframe             | Semi-dubbel wiegframe             | Dubbel wiegframe (Featherbed)                   | Dubbel wiegframe (Featherbed)                                   |
| Voorvork               | Telescoopvork (Norton Roadholder)                        | Telescoopvork (Norton Roadholder) | Telescoopvork (Norton Roadholder) | Telescoopvork (Norton Roadholder) | Telescoopvork (Norton Roadholder) | Telescoopvork (Norton Roadholder)               | Telescoopvork (Norton Roadholder)                               |
| Achtervork             | Plunjer                                                  | Star                              | Star                              | Star                              | Star                              | Swingarm                                        | Swingarm                                                        |
| Voorrem                | 7 inch trommelrem vanaf 1954: 8 inch trommelrem          | 7 inch trommelrem                 | 7 inch trommelrem                 | 7 inch trommelrem                 | 7 inch trommelrem                 | 7 inch trommelrem vanaf 1954: 8 inch trommelrem | 8 inch trommelrem                                               |
| Achterrem              | 7 inch trommelrem                                        | 7 inch trommelrem                 | 7 inch trommelrem                 | 7 inch trommelrem                 | 7 inch trommelrem                 | 7 inch trommelrem                               | 7 inch trommelrem                                               |
| Wielbasis              | 1.380 mm                                                 | 1.380 mm                          | 1.380 mm                          | 1.380 mm                          | 1.380 mm                          | 1.410 mm                                        | 1.410 mm                                                        |
| Zadelhoogte            | 790 mm                                                   | 790 mm                            | 790 mm                            | 790 mm                            | 790 mm                            | 790 mm                                          | 790 mm                                                          |
| Tankinhoud             | 17 liter                                                 | 17 liter                          | 17 liter                          | 17 liter                          | 17 liter                          | 16 liter                                        | 16 liter                                                        |
| Droog gewicht          | 187 kg                                                   | Onbekend                          | Onbekend                          | Onbekend                          | Onbekend                          | 170 kg                                          | 170 kg                                                          |
| Voorganger             | Model 18                                                 | Dominator Model 7                 | Dominator Model 7                 | Dominator Model 7                 | Dominator Model 7                 | Dominator Model 7                               | Dominator Model 88 De Luxe                                      |
| Opvolger               | Dominator Model 88 De Luxe / Dominator Model 77 (600 cc) | Geen                              | Geen                              | Geen                              | Geen                              | Model 88                                        | Dominator 88                                                    |

## Technische gegevens 500cc (vervolg)
| 500 cc                 | Dominator 88                                         | Dominator 88                      | Dominator 88                      | Dominator 88                      | Dominator 88                      |                                 | Nomad 500 (Nomad 88)            | Nomad 500 (Nomad 88)            | Nomad 500 (Nomad 88) |
| ---------------------- | ---------------------------------------------------- | --------------------------------- | --------------------------------- | --------------------------------- | --------------------------------- | ------------------------------- | ------------------------------- | ------------------------------- | -------------------- |
| Norton Type            | Dominator 88                                         | Domiracer                         | Dominator 88 De Luxe              | Dominator 88 Standard             | Dominator 88 SS                   | N16 Nomad 500                   | P16 Nomad 500                   | R16 Nomad 500                   |                      |
| Periode                | 1959                                                 | 1960-1961                         | 1960-1962                         | 1960-1963                         | 1961-1966                         | 1958                            | 1959                            | 1960                            |                      |
| Categorie              | Toer / zijspantrekker                                | Fabrieksracer                     | Toer / zijspantrekker             | Toer / zijspantrekker             | Sport                             | Enduro                          | Enduro                          | Enduro                          |                      |
| Motortype              | Stoterstangen kopklepmotor                           | Stoterstangen kopklepmotor        | Stoterstangen kopklepmotor        | Stoterstangen kopklepmotor        | Stoterstangen kopklepmotor        | Stoterstangen kopklepmotor      | Stoterstangen kopklepmotor      | Stoterstangen kopklepmotor      |                      |
| Bouwwijze              | Dwarsgeplaatste paralleltwin                         | Dwarsgeplaatste paralleltwin      | Dwarsgeplaatste paralleltwin      | Dwarsgeplaatste paralleltwin      | Dwarsgeplaatste paralleltwin      | Dwarsgeplaatste paralleltwin    | Dwarsgeplaatste paralleltwin    | Dwarsgeplaatste paralleltwin    |                      |
| Koeling                | Lucht                                                | Lucht                             | Lucht                             | Lucht                             | Lucht                             | Lucht                           | Lucht                           | Lucht                           |                      |
| Boring                 | 66,0 mm                                              | 66,0 mm                           | 66,0 mm                           | 66,0 mm                           | 66,0 mm                           | 66,0 mm                         | 66,0 mm                         | 66,0 mm                         |                      |
| Slag                   | 72,6 mm                                              | 72,6 mm                           | 72,6 mm                           | 72,6 mm                           | 72,6 mm                           | 72,6 mm                         | 72,6 mm                         | 72,6 mm                         |                      |
| Cilinderinhoud         | 496,8 cc                                             | 496,8 cc                          | 496,8 cc                          | 496,8 cc                          | 496,8 cc                          | 496,8 cc                        | 496,8 cc                        | 496,8 cc                        |                      |
| Carburateur(s)         | 1 x Amal Monobloc (2 x Amal Monobloc op verzoek)     | 2 x Amal TT                       | 1 x Amal 275 Monobloc             | 1 x Amal 275 Monobloc             | 2 x Amal 275 Monobloc             | 2 x Amal 275 Monobloc           | 2 x Amal 275 Monobloc           | 2 x Amal 275 Monobloc           |                      |
| Ontsteking             | Accu / bobine                                        | Lucas racemagneet                 | Accu / bobine                     | Accu / bobine                     | Accu / bobine                     | Accu / bobine                   | Accu / bobine                   | Accu / bobine                   |                      |
| Smeersysteem           | Dry-sumpsysteem                                      | Dry-sumpsysteem                   | Dry-sumpsysteem                   | Dry-sumpsysteem                   | Dry-sumpsysteem                   | Dry-sumpsysteem                 | Dry-sumpsysteem                 | Dry-sumpsysteem                 |                      |
| Compressieverhouding   | 7,8:1 (9:1 op verzoek)                               | 8,5:1 en 11:1                     | 7,6:1                             | 7,6:1                             | 9:1                               | Onbekend                        | Onbekend                        | Onbekend                        |                      |
| Max. Vermogen          | 29 pk bij 6.000 tpm (36 pk bij 7.000 tpm op verzoek) | 55 pk                             | 29 pk bij 6.000 tpm               | 29 pk bij 6.000 tpm               | 36 pk bij 7.000 tpm               | Onbekend                        | Onbekend                        | Onbekend                        |                      |
| Topsnelheid            | 153 km/uur (160 km/uur op verzoek)                   | Onbekend                          | 153 km/uur                        | 153 km/uur                        | 160 km/uur                        | Onbekend                        | Onbekend                        | Onbekend                        |                      |
| Primaire aandrijving   | Ketting                                              | Ketting                           | Ketting                           | Ketting                           | Ketting                           | Ketting                         | Ketting                         | Ketting                         |                      |
| Koppeling              | Meervoudige natte plaat                              | Meervoudige droge plaat           | Meervoudige natte plaat           | Meervoudige natte plaat           | Meervoudige natte plaat           | Meervoudige natte plaat         | Meervoudige natte plaat         | Meervoudige natte plaat         |                      |
| Versnellingen          | 4                                                    | 4                                 | 4                                 | 4                                 | 4                                 | 4                               | 4                               | 4                               |                      |
| Secundaire aandrijving | Ketting                                              | Ketting                           | Ketting                           | Ketting                           | Ketting                           | Ketting                         | Ketting                         | Ketting                         |                      |
| Rijwielgedeelte        | Dubbel wiegframe (Featherbed)                        | Dubbel wiegframe (Lowboy)         | Dubbel wiegframe (Slimline)       | Dubbel wiegframe (Slimline)       | Dubbel wiegframe (Slimline)       | Semi-dubbel wiegframe (AMC)     | Semi-dubbel wiegframe (AMC)     | Semi-dubbel wiegframe (AMC)     |                      |
| Voorvork               | Telescoopvork (Norton Roadholder)                    | Telescoopvork (Norton Roadholder) | Telescoopvork (Norton Roadholder) | Telescoopvork (Norton Roadholder) | Telescoopvork (Norton Roadholder) | Telescoopvork (AMC Teledraulic) | Telescoopvork (AMC Teledraulic) | Telescoopvork (AMC Teledraulic) |                      |
| Achtervork             | Swingarm                                             | Swingarm                          | Swingarm                          | Swingarm                          | Swingarm                          | Swingarm                        | Swingarm                        | Swingarm                        |                      |
| Voorrem                | 8 inch trommelrem                                    | Trommelrem                        | 8 inch trommelrem                 | 8 inch trommelrem                 | 8 inch trommelrem                 | Trommelrem                      | Trommelrem                      | Trommelrem                      |                      |
| Achterrem              | 7 inch trommelrem                                    | Trommelrem                        | 7 inch trommelrem                 | 7 inch trommelrem                 | 7 inch trommelrem                 | Trommelrem                      | Trommelrem                      | Trommelrem                      |                      |
| Wielbasis              | 1.410 mm                                             | Onbekend                          | 1.410 mm                          | 1.410 mm                          | 1.410 mm                          | 1.403 mm                        | 1.403 mm                        | 1.403 mm                        |                      |
| Zadelhoogte            | 790 mm                                               | Onbekend                          | 790 mm                            | 790 mm                            | 790 mm                            | Onbekend                        | Onbekend                        | Onbekend                        |                      |
| Tankinhoud             | 16 liter                                             | Onbekend                          | 16 liter                          | 16 liter                          | 16 liter                          | 9 liter                         | 9 liter                         | 9 liter                         |                      |
| Droog gewicht          | 170 kg                                               | Onbekend                          | 170 kg                            | 170 kg                            | 170 kg                            | Onbekend                        | Onbekend                        | Onbekend                        |                      |
| Voorganger             | Model 88                                             | Manx                              | Dominator 88                      | Dominator 88                      | Dominator 88                      | Geen                            | N16 Nomad                       | P16 Nomad                       |                      |
| Opvolger               | Dominator 88 De Luxe                                 | Geen                              | Atlas                             | Atlas                             | Atlas                             | P16 Nomad                       | R16 Nomad                       | Atlas Scrambler                 |                      |

## Technische gegevens 600cc
| 600 cc                 | Dominator 77                      | Dominator 99                           | Dominator 99                      | Dominator 99                      | Dominator 99                      |                                 | Nomad 600 (Nomad 99)            | Nomad 600 (Nomad 99)            | Nomad 600 (Nomad 99) |
| ---------------------- | --------------------------------- | -------------------------------------- | --------------------------------- | --------------------------------- | --------------------------------- | ------------------------------- | ------------------------------- | ------------------------------- | -------------------- |
| Norton Type            | Dominator Model 77                | Dominator Model 99                     | Dominator Model 99 De Luxe        | Dominator Model 99 Standard       | Dominator Model 99 SS             | N15 Nomad                       | P15 Nomad                       | R15 Nomad                       |                      |
| Periode                | 1956-1958                         | 1956-1960                              | 1961-1962                         | 1961-1962                         | 1961-1964                         | 1958                            | 1959                            | 1960                            |                      |
| Categorie              | Zijspantrekker                    | Toer vanaf 1958: Toer / zijspantrekker | Toer / zijspantrekker             | Toer / zijspantrekker             | Sport                             | Enduro                          | Enduro                          | Enduro                          |                      |
| Motortype              | Stoterstangen kopklepmotor        | Stoterstangen kopklepmotor             | Stoterstangen kopklepmotor        | Stoterstangen kopklepmotor        | Stoterstangen kopklepmotor        | Stoterstangen kopklepmotor      | Stoterstangen kopklepmotor      | Stoterstangen kopklepmotor      |                      |
| Bouwwijze              | Dwarsgeplaatste paralleltwin      | Dwarsgeplaatste paralleltwin           | Dwarsgeplaatste paralleltwin      | Dwarsgeplaatste paralleltwin      | Dwarsgeplaatste paralleltwin      | Dwarsgeplaatste paralleltwin    | Dwarsgeplaatste paralleltwin    | Dwarsgeplaatste paralleltwin    |                      |
| Koeling                | Lucht                             | Lucht                                  | Lucht                             | Lucht                             | Lucht                             | Lucht                           | Lucht                           | Lucht                           |                      |
| Boring                 | 68 mm                             | 68 mm                                  | 68 mm                             | 68 mm                             | 68 mm                             | 68 mm                           | 68 mm                           | 68 mm                           |                      |
| Slag                   | 82 mm                             | 82 mm                                  | 82 mm                             | 82 mm                             | 82 mm                             | 82 mm                           | 82 mm                           | 82 mm                           |                      |
| Cilinderinhoud         | 595,6 cc                          | 595,6 cc                               | 595,6 cc                          | 595,6 cc                          | 595,6 cc                          | 595,6 cc                        | 595,6 cc                        | 595,6 cc                        |                      |
| Carburateur(s)         | 1 Amal Monobloc                   | 1 Amal Monobloc                        | 1 Amal Monobloc                   | 1 Amal Monobloc                   | 2 x Amal Monobloc 41 mm           | 2 x Amal Monobloc 41 mm         | 2 x Amal Monobloc 41 mm         | 2 x Amal Monobloc 41 mm         |                      |
| Ontsteking             | Accu / bobine                     | Accu / bobine                          | Accu / bobine                     | Accu / bobine                     | Accu / bobine                     | Accu / bobine                   | Accu / bobine                   | Accu / bobine                   |                      |
| Smeersysteem           | Dry-sumpsysteem                   | Dry-sumpsysteem                        | Dry-sumpsysteem                   | Dry-sumpsysteem                   | Dry-sumpsysteem                   | Dry-sumpsysteem                 | Dry-sumpsysteem                 | Dry-sumpsysteem                 |                      |
| Compressieverhouding   | 7,6:1                             | 8,2:1                                  | 8,2:1                             | 8,2:1                             | 8,5:1                             | Onbekend                        | Onbekend                        | Onbekend                        |                      |
| Max. Vermogen          | 31 pk bij 5.750 tpm               | 31 pk bij 5.750 tpm                    | 31 pk bij 5.750 tpm               | 31 pk bij 5.750 tpm               | 44 pk bij 6.750 tpm               | 36 pk bij 6.000 tpm             | 36 pk bij 6.000 tpm             | 36 pk bij 6.000 tpm             |                      |
| Topsnelheid            | 153 km/uur                        | 153 km/uur                             | 153 km/uur                        | 153 km/uur                        | 177 km/uur                        | Onbekend                        | Onbekend                        | Onbekend                        |                      |
| Primaire aandrijving   | Ketting                           | Ketting                                | Ketting                           | Ketting                           | Ketting                           | Ketting                         | Ketting                         | Ketting                         |                      |
| Koppeling              | Meervoudige natte plaat           | Meervoudige natte plaat                | Meervoudige natte plaat           | Meervoudige natte plaat           | Meervoudige natte plaat           | Meervoudige natte plaat         | Meervoudige natte plaat         | Meervoudige natte plaat         |                      |
| Versnellingen          | 4                                 | 4                                      | 4                                 | 4                                 | 4                                 | 4                               | 4                               | 4                               |                      |
| Secundaire aandrijving | Ketting                           | Ketting                                | Ketting                           | Ketting                           | Ketting                           | Ketting                         | Ketting                         | Ketting                         |                      |
| Rijwielgedeelte        | Semi-dubbel wiegframe             | Dubbel wiegframe (Featherbed)          | Dubbel wiegframe (Slimline)       | Dubbel wiegframe (Slimline)       | Dubbel wiegframe (Slimline)       | Semi dubbel wiegframe (AMC)     | Semi dubbel wiegframe (AMC)     | Semi dubbel wiegframe (AMC)     |                      |
| Voorvork               | Telescoopvork (Norton Roadholder) | Telescoopvork (Norton Roadholder)      | Telescoopvork (Norton Roadholder) | Telescoopvork (Norton Roadholder) | Telescoopvork (Norton Roadholder) | Telescoopvork (AMC Teledraulic) | Telescoopvork (AMC Teledraulic) | Telescoopvork (AMC Teledraulic) |                      |
| Achtervork             | Swingarm                          | Swingarm                               | Swingarm                          | Swingarm                          | Swingarm                          | Swingarm                        | Swingarm                        | Swingarm                        |                      |
| Voorrem                | 8 inch trommelrem                 | 8 inch trommelrem                      | 8 inch trommelrem                 | 8 inch trommelrem                 | 8 inch trommelrem                 | 8 inch trommelrem               | 8 inch trommelrem               | 8 inch trommelrem               |                      |
| Achterrem              | 7 inch trommelrem                 | 7 inch trommelrem                      | 7 inch trommelrem                 | 7 inch trommelrem                 | 7 inch trommelrem                 | 7 inch trommelrem               | 7 inch trommelrem               | 7 inch trommelrem               |                      |
| Wielbasis              | 1.380 mm                          | 1.410 mm                               | 1.410 mm                          | 1.410 mm                          | 1.410 mm                          | 1.403 mm                        | 1.403 mm                        | 1.403 mm                        |                      |
| Zadelhoogte            | 790 mm                            | 790 mm                                 | 790 mm                            | 790 mm                            | 790 mm                            | Onbekend                        | Onbekend                        | Onbekend                        |                      |
| Tankinhoud             | 17 liter                          | 17 liter                               | 17 liter                          | 17 liter                          | 17 liter                          | 9 liter                         | 9 liter                         | 9 liter                         |                      |
| Droog gewicht          | Onbekend                          | 180 kg                                 | 180 kg                            | 180 kg                            | Ca. 165 kg                        | Onbekend                        | Onbekend                        | Onbekend                        |                      |
| Voorganger             | Dominator Model 7                 | Dominator Model 88 De Luxe             | Dominator Model 88 De Luxe        | Dominator Model 88 De Luxe        | Dominator Model 88 De Luxe        | Geen                            | N15 Nomad                       | P15 Nomad                       |                      |
| Opvolger               | Geen                              | Dominator Model 99 Standard            | Atlas                             | Atlas                             | 750 SS                            | P15 Nomad                       | R15 Nomad                       | Atlas Scrambler                 |                      |

## Technische gegevens 650cc
| 650 cc                 | Manxman                           | Dominator 650                     | Dominator 650                     | Dominator 650                     | Mercury                           |
| ---------------------- | --------------------------------- | --------------------------------- | --------------------------------- | --------------------------------- | --------------------------------- |
| Norton Type            | Manxman                           | Dominator 650 Standard            | Dominator 650 De Luxe             | Dominator 650 SS                  | Mercury                           |
| Periode                | 1961                              | 1962-1963                         | 1962                              | 1962-1967                         | 1968-1970                         |
| Categorie              | Sport                             | Toer                              | Toer                              | Sport                             | Sport                             |
| Motortype              | Stoterstangen kopklepmotor        | Stoterstangen kopklepmotor        | Stoterstangen kopklepmotor        | Stoterstangen kopklepmotor        | Stoterstangen kopklepmotor        |
| Bouwwijze              | Dwarsgeplaatste paralleltwin      | Dwarsgeplaatste paralleltwin      | Dwarsgeplaatste paralleltwin      | Dwarsgeplaatste paralleltwin      | Dwarsgeplaatste paralleltwin      |
| Koeling                | Lucht                             | Lucht                             | Lucht                             | Lucht                             | Lucht                             |
| Boring                 | 68 mm                             | 68 mm                             | 68 mm                             | 68 mm                             | 68 mm                             |
| Slag                   | 89 mm                             | 89 mm                             | 89 mm                             | 89 mm                             | 89 mm                             |
| Cilinderinhoud         | 646,4 cc                          | 646,4 cc                          | 646,4 cc                          | 646,4 cc                          | 646,4 cc                          |
| Carburateur(s)         | 2 x Amal Monobloc                 | 1 x Amal Monobloc                 | 1 x Amal Monobloc                 | 2 x Amal Monobloc                 | 1 x Amal Concentric               |
| Ontsteking             | Lucas magneet                     | Lucas magneet                     | Lucas magneet                     | Lucas magneet                     | Accu-bobine                       |
| Smeersysteem           | Dry-sumpsysteem                   | Dry-sumpsysteem                   | Dry-sumpsysteem                   | Dry-sumpsysteem                   | Dry-sumpsysteem                   |
| Compressieverhouding   | 8,9:1                             | 8,3:1                             | 8,3:1                             | 8,9:1                             | 9:1                               |
| Max. Vermogen          | 52 pk bij 6.800 tpm               | 49 pk bij 6.800 tpm (650 SS)      | 49 pk bij 6.800 tpm (650 SS)      | 49 pk bij 6.800 tpm (650 SS)      | 47 pk bij 6.800 tpm               |
| Topsnelheid            | 185 km/uur                        | 185 km/uur                        | 185 km/uur                        | 192 km/uur                        | 180 km/uur                        |
| Primaire aandrijving   | Ketting                           | Ketting                           | Ketting                           | Ketting                           | Ketting                           |
| Koppeling              | Meervoudige natte plaat           | Meervoudige natte plaat           | Meervoudige natte plaat           | Meervoudige natte plaat           | Meervoudige natte plaat           |
| Versnellingen          | 4                                 | 4                                 | 4                                 | 4                                 | 4                                 |
| Secundaire aandrijving | Ketting                           | Ketting                           | Ketting                           | Ketting                           | Ketting                           |
| Rijwielgedeelte        | Dubbel wiegframe (Slimline)       | Dubbel wiegframe (Slimline)       | Dubbel wiegframe (Slimline)       | Dubbel wiegframe (Slimline)       | Dubbel wiegframe (Slimline)       |
| Voorvork               | Telescoopvork (Norton Roadholder) | Telescoopvork (Norton Roadholder) | Telescoopvork (Norton Roadholder) | Telescoopvork (Norton Roadholder) | Telescoopvork (Norton Roadholder) |
| Achtervork             | Swingarm                          | Swingarm                          | Swingarm                          | Swingarm                          | Swingarm                          |
| Voorrem                | 8 inch trommelrem                 | 8 inch trommelrem                 | 8 inch trommelrem                 | 8 inch trommelrem                 | 8 inch trommelrem                 |
| Achterrem              | 7 inch trommelrem                 | 7 inch trommelrem                 | 7 inch trommelrem                 | 7 inch trommelrem                 | 7 inch trommelrem                 |
| Wielbasis              | 1.410 mm                          | 1.410 mm                          | 1.410 mm                          | 1.410 mm                          | 1.410 mm                          |
| Zadelhoogte            | 790 mm                            | 790 mm                            | 790 mm                            | 790 mm                            | 790 mm                            |
| Tankinhoud             | 9,5 liter                         | 16 liter                          | 16 liter                          | 16 liter                          | 13 liter                          |
| Droog gewicht          | 197 kg                            | 197 kg                            | 197 kg                            | 197 kg                            | 185 kg                            |
| Voorganger             | Geen                              | Manxman                           | Manxman                           | Manxman                           | Dominator 650 SS                  |
| Opvolger               | Dominator 650                     | Mercury                           | Mercury                           | Mercury                           | Commando 750 Fastback Mk II       |

## Modellen tijdlijn
| 1940-1949          | 1940-1949          | 1940-1949          | 1940-1949          | 1940-1949          | 1940-1949          | 1940-1949          | 1940-1949          | 1940-1949          | 1940-1949          | 1950-1959            | 1950-1959          | 1950-1959          | 1950-1959               | 1950-1959               | 1950-1959               | 1950-1959               | 1950-1959               | 1950-1959               | 1950-1959               | 1960-1969               | 1960-1969               | 1960-1969                                           | 1960-1969                                           | 1960-1969                                           | 1960-1969                                           | 1960-1969                                           | 1960-1969                                           | 1960-1969                                           | 1960-1969                                           | 1970-1979                                           | 1970-1979                                           | 1970-1979       | 1970-1979               | 1970-1979 | 1970-1979 | 1970-1979 | 1970-1979 | 1970-1979 | 1970-1979 |
| ------------------ | ------------------ | ------------------ | ------------------ | ------------------ | ------------------ | ------------------ | ------------------ | ------------------ | ------------------ | -------------------- | ------------------ | ------------------ | ----------------------- | ----------------------- | ----------------------- | ----------------------- | ----------------------- | ----------------------- | ----------------------- | ----------------------- | ----------------------- | --------------------------------------------------- | --------------------------------------------------- | --------------------------------------------------- | --------------------------------------------------- | --------------------------------------------------- | --------------------------------------------------- | --------------------------------------------------- | --------------------------------------------------- | --------------------------------------------------- | --------------------------------------------------- | --------------- | ----------------------- | --------- | --------- | --------- | --------- | --------- | --------- |
| 0                  | 1                  | 2                  | 3                  | 4                  | 5                  | 6                  | 7                  | 8                  | 9                  | 0                    | 1                  | 2                  | 3                       | 4                       | 5                       | 6                       | 7                       | 8                       | 9                       | 0                       | 1                       | 2                                                   | 3                                                   | 4                                                   | 5                                                   | 6                                                   | 7                                                   | 8                                                   | 9                                                   | 0                                                   | 1                                                   | 2               | 3                       | 4         | 5         | 6         | 7         | 8         | 9         |
| Norton Motors Ltd. | Norton Motors Ltd. | Norton Motors Ltd. | Norton Motors Ltd. | Norton Motors Ltd. | Norton Motors Ltd. | Norton Motors Ltd. | Norton Motors Ltd. | Norton Motors Ltd. | Norton Motors Ltd. | Norton Motors Ltd.   | Norton Motors Ltd. | Norton Motors Ltd. | Associated Motor Cycles | Associated Motor Cycles | Associated Motor Cycles | Associated Motor Cycles | Associated Motor Cycles | Associated Motor Cycles | Associated Motor Cycles | Associated Motor Cycles | Associated Motor Cycles | Associated Motor Cycles                             | Associated Motor Cycles                             | Associated Motor Cycles                             | Associated Motor Cycles                             | Norton-Villiers                                     | Norton-Villiers                                     | Norton-Villiers                                     | Norton-Villiers                                     | Norton-Villiers                                     | Norton-Villiers                                     | Norton-Villiers | Norton-Villiers-Triumph | [ 5 ]     |           |           |           |           |           |
| Model 18 ←         | Model 18 ←         | Model 18 ←         | Model 18 ←         | Model 18 ←         |                    |                    |                    |                    | Dominator 7        | Dominator 7          | Dominator 7        | Dominator 7        | Dominator 7             | Dominator 7             | Dominator 7             |                         |                         | Nomad 500               | Nomad 500               | Nomad 500               |                         |                                                     |                                                     |                                                     |                                                     |                                                     |                                                     |                                                     |                                                     |                                                     |                                                     |                 |                         |           |           |           |           |           |           |
|                    |                    |                    |                    |                    |                    |                    |                    |                    |                    | Dominator 77 (500cc) |                    |                    |                         |                         |                         |                         |                         |                         |                         |                         |                         |                                                     |                                                     |                                                     |                                                     |                                                     |                                                     |                                                     |                                                     |                                                     |                                                     |                 |                         |           |           |           |           |           |           |
|                    |                    |                    |                    |                    |                    |                    |                    |                    |                    |                      |                    | Dominator 88       |                         |                         |                         |                         |                         |                         |                         |                         |                         |                                                     |                                                     |                                                     |                                                     |                                                     |                                                     |                                                     |                                                     |                                                     |                                                     |                 |                         |           |           |           |           |           |           |
|                    |                    |                    |                    |                    |                    |                    |                    |                    |                    |                      |                    |                    |                         |                         |                         | Dominator 77 (600 cc)   |                         |                         |                         |                         |                         |                                                     |                                                     |                                                     |                                                     |                                                     |                                                     |                                                     |                                                     |                                                     |                                                     |                 |                         |           |           |           |           |           |           |
|                    |                    |                    |                    |                    |                    |                    |                    |                    |                    |                      |                    |                    |                         |                         |                         | Dominator 99            |                         |                         |                         |                         |                         |                                                     |                                                     |                                                     |                                                     |                                                     |                                                     |                                                     |                                                     |                                                     |                                                     |                 |                         |           |           |           |           |           |           |
|                    |                    |                    |                    |                    |                    |                    |                    |                    |                    |                      |                    |                    |                         |                         |                         |                         |                         | Nomad 600               | Nomad 600               | Nomad 600               |                         | Atlas Scrambler / P11A Ranger / Commando 750 S / SS | Atlas Scrambler / P11A Ranger / Commando 750 S / SS | Atlas Scrambler / P11A Ranger / Commando 750 S / SS | Atlas Scrambler / P11A Ranger / Commando 750 S / SS | Atlas Scrambler / P11A Ranger / Commando 750 S / SS | Atlas Scrambler / P11A Ranger / Commando 750 S / SS | Atlas Scrambler / P11A Ranger / Commando 750 S / SS | Atlas Scrambler / P11A Ranger / Commando 750 S / SS | Atlas Scrambler / P11A Ranger / Commando 750 S / SS | Atlas Scrambler / P11A Ranger / Commando 750 S / SS |                 |                         |           |           |           |           |           |           |
|                    |                    |                    |                    |                    |                    |                    |                    |                    |                    |                      |                    |                    |                         |                         |                         |                         |                         |                         |                         |                         | Manxman                 | Dominator 650                                       | Dominator 650                                       | Dominator 650                                       | Dominator 650                                       | Dominator 650                                       | Dominator 650                                       | Mercury                                             | Mercury                                             | Mercury                                             |                                                     |                 |                         |           |           |           |           |           |           |
|                    |                    |                    |                    |                    |                    |                    |                    |                    |                    |                      |                    |                    |                         |                         |                         |                         |                         |                         |                         |                         |                         |                                                     |                                                     |                                                     |                                                     |                                                     | Commando →                                          |                                                     |                                                     |                                                     |                                                     |                 |                         |           |           |           |           |           |           |
|                    |                    |                    |                    |                    |                    |                    |                    |                    |                    |                      |                    |                    |                         |                         |                         |                         |                         |                         |                         |                         |                         |                                                     |                                                     |                                                     |                                                     |                                                     |                                                     |                                                     |                                                     |                                                     |                                                     |                 |                         |           |           |           |           |           |           |
|                    | = voorganger       |                    |                    |                    |                    |                    |                    |                    |                    |                      |                    |                    |                         |                         |                         |                         |                         |                         |                         |                         |                         |                                                     |                                                     |                                                     |                                                     |                                                     |                                                     |                                                     |                                                     |                                                     |                                                     |                 |                         |           |           |           |           |           |           |
|                    | = 500 cc           |                    |                    |                    |                    |                    |                    |                    |                    |                      |                    |                    |                         |                         |                         |                         |                         |                         |                         |                         |                         |                                                     |                                                     |                                                     |                                                     |                                                     |                                                     |                                                     |                                                     |                                                     |                                                     |                 |                         |           |           |           |           |           |           |
|                    | = 600 cc           |                    |                    |                    |                    |                    |                    |                    |                    |                      |                    |                    |                         |                         |                         |                         |                         |                         |                         |                         |                         |                                                     |                                                     |                                                     |                                                     |                                                     |                                                     |                                                     |                                                     |                                                     |                                                     |                 |                         |           |           |           |           |           |           |
|                    | = 650 cc           |                    |                    |                    |                    |                    |                    |                    |                    |                      |                    |                    |                         |                         |                         |                         |                         |                         |                         |                         |                         |                                                     |                                                     |                                                     |                                                     |                                                     |                                                     |                                                     |                                                     |                                                     |                                                     |                 |                         |           |           |           |           |           |           |
|                    | = opvolger         |                    |                    |                    |                    |                    |                    |                    |                    |                      |                    |                    |                         |                         |                         |                         |                         |                         |                         |                         |                         |                                                     |                                                     |                                                     |                                                     |                                                     |                                                     |                                                     |                                                     |                                                     |                                                     |                 |                         |           |           |           |           |           |           |

## Trivia

### Tegenwerking
Het werk van Bert Hopwood was tegen het zere been van Joe Craig, die werd betaald voor racesuccessen, maar wiens motorfietsen slecht verkochten. Na de presentatie van het Model 7 kraakte Craig het ontwerp af en toen Hopwood ook nog een nieuw productieplan opstelde drong Craig aan op zijn ontslag. Dat kwam er ook: in 1949 werd Hopwood ontslagen, maar toen hij in 1955 directeur van Norton werd kon hij de oude verslagen van de raad van bestuur inzien. Daarin stond: "De machine is goed ontvangen en algemeen wordt aangenomen dat dit de beste machine is die Norton ooit heeft geproduceerd". Niemand in de raad van bestuur vroeg zich af waarom de ontwerper dan was ontslagen...

### 500, 600 of 650?
Begin jaren zestig leverde Norton niet minder dan negen Dominator-modellen, die allemaal veel op elkaar leken. Er is een manier om in elk geval te bepalen of men te maken heeft met een 500-, 600-, of 650cc-model. Dat kan door de koelribben op de cilinder te tellen en te kijken naar de plaatsing van de carburateurs:

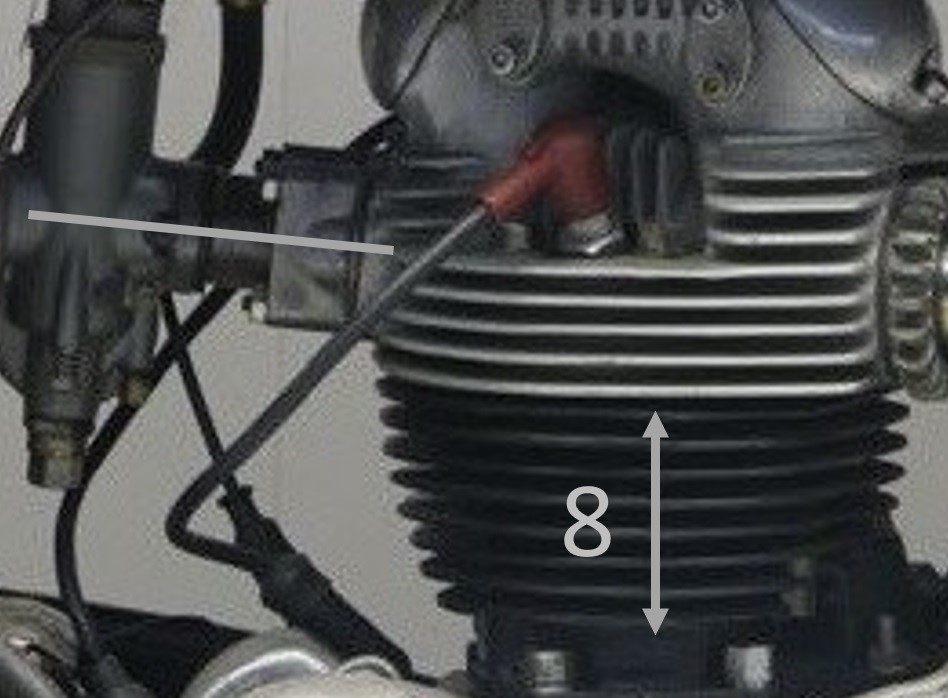
500 cc: 8 koelribben, carburateur ongeveer horizontaal
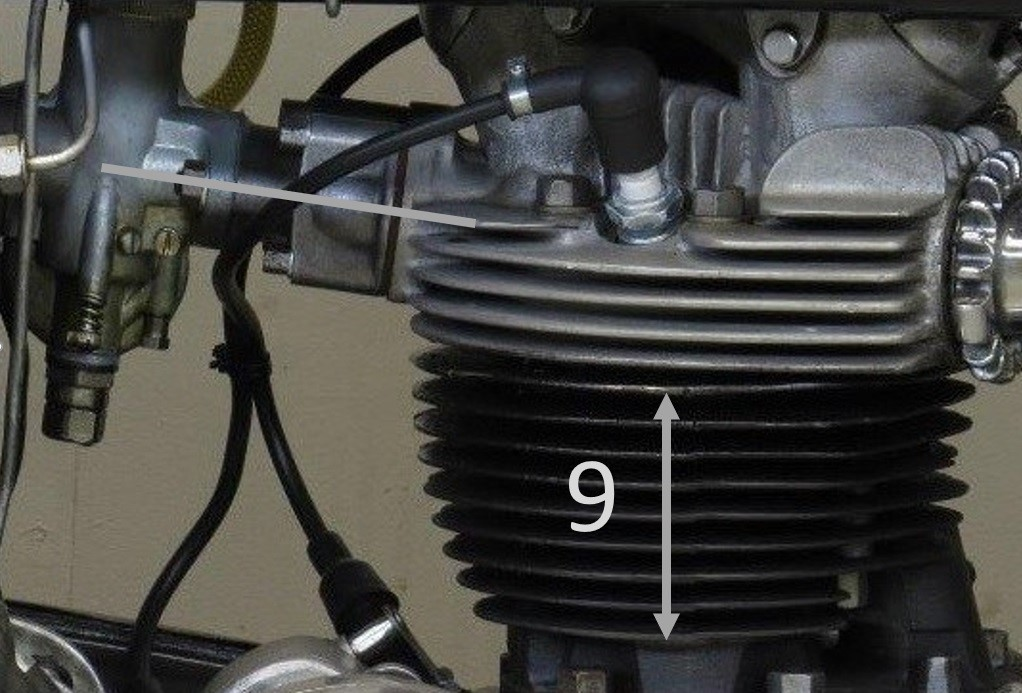
600 cc: 9 koelribben, carburateur ongeveer horizontaal
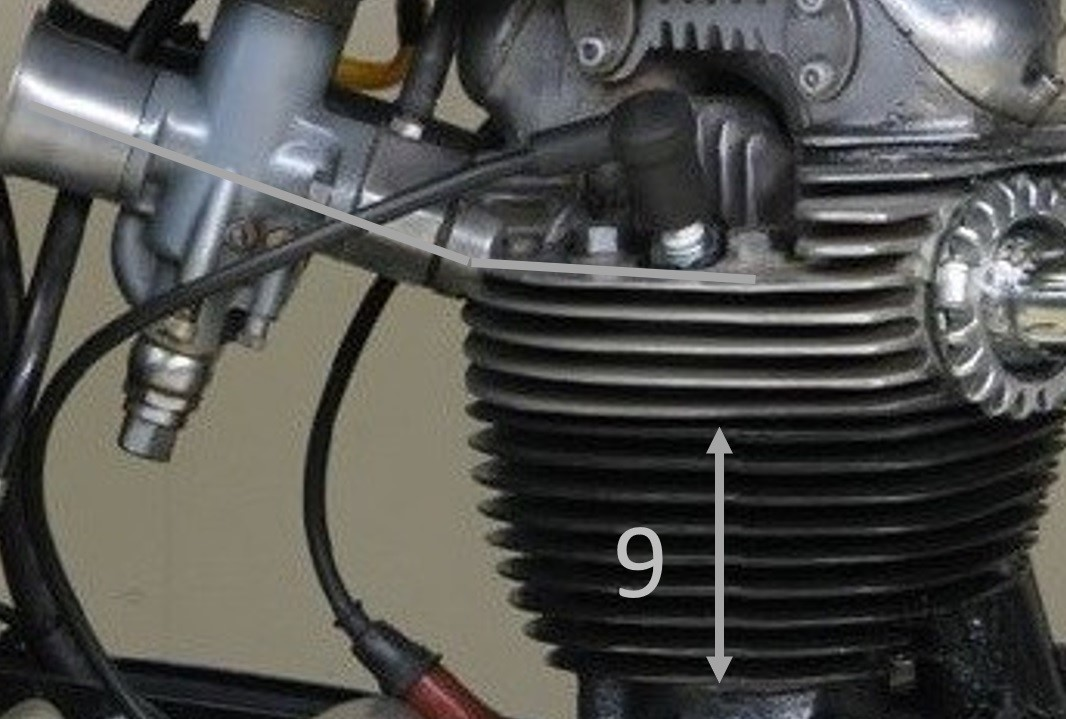
650 cc: 9 koelribben, "downdraught"-inlaatspruitstuk